# Chiesa di Santa Maria di Nazareth (Venezia)
La chiesa di Santa Maria di Nazareth, o chiesa degli Scalzi, è un edificio religioso della città di Venezia dei primi del XVIII secolo. Opera di Baldassarre Longhena ma con la facciata di Giuseppe Sardi, è situata nel sestiere di Cannaregio in prossimità della stazione ferroviaria di Venezia Santa Lucia.

## Storia
La chiesa di Santa Maria di Nazareth deve la sua origine all'insediamento dei Carmelitani scalzi nella città lagunare.
Fu edificata da Baldassarre Longhena in un'unica navata, con due cappelle laterali, ognuna a sua volta affiancata da due cappelle minori. Dopo l'arco trionfale, l'aula si immette nel presbiterio, rialzato e dotato di una cupola. Nell'abside, si nota il coro dei frati.
Venne consacrata nel 1705, ma subì un importante restauro fra il 1853 e il 1862 da parte del governo austriaco. Al suo interno l'11 febbraio 1723 venne tumulato Ferdinando II Gonzaga, quinto e ultimo principe di Castiglione.
Oggi è monumento nazionale. Al suo interno marmi colorati e sfarzosi corinzi danno una sensazione di opulenza e di meraviglia al visitatore.

## Descrizione

### Facciata
La facciata, finanziata dal nobile Gerolamo Cavazza, venne eretta da Giuseppe Sardi, fra il 1672 e il 1680. Lo stile è un tardo barocco veneziano, diviso in due ordini e scandito da colonne binate. Le quattro statue del primo ordine, la Madonna col Bambino collocata sul fastigio, e Santa Caterina da Siena nella nicchia a sinistra della Madonna sono di Bernardo Falconi. La nicchia a destra era occupata da una statua di San Tommaso d'Aquino dello stesso Falconi.

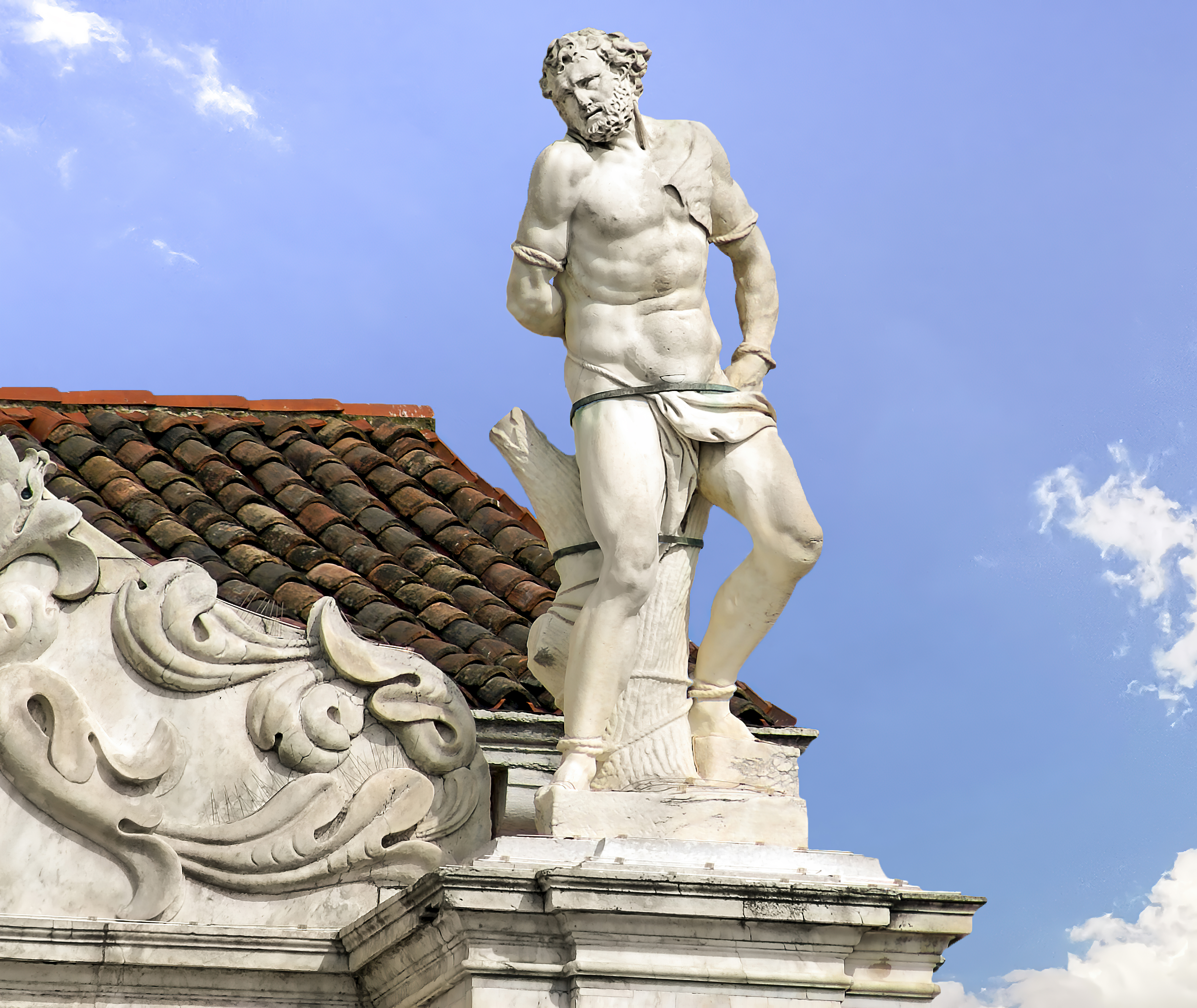
San Bartolomeo apostolo di Bernardo Falconi
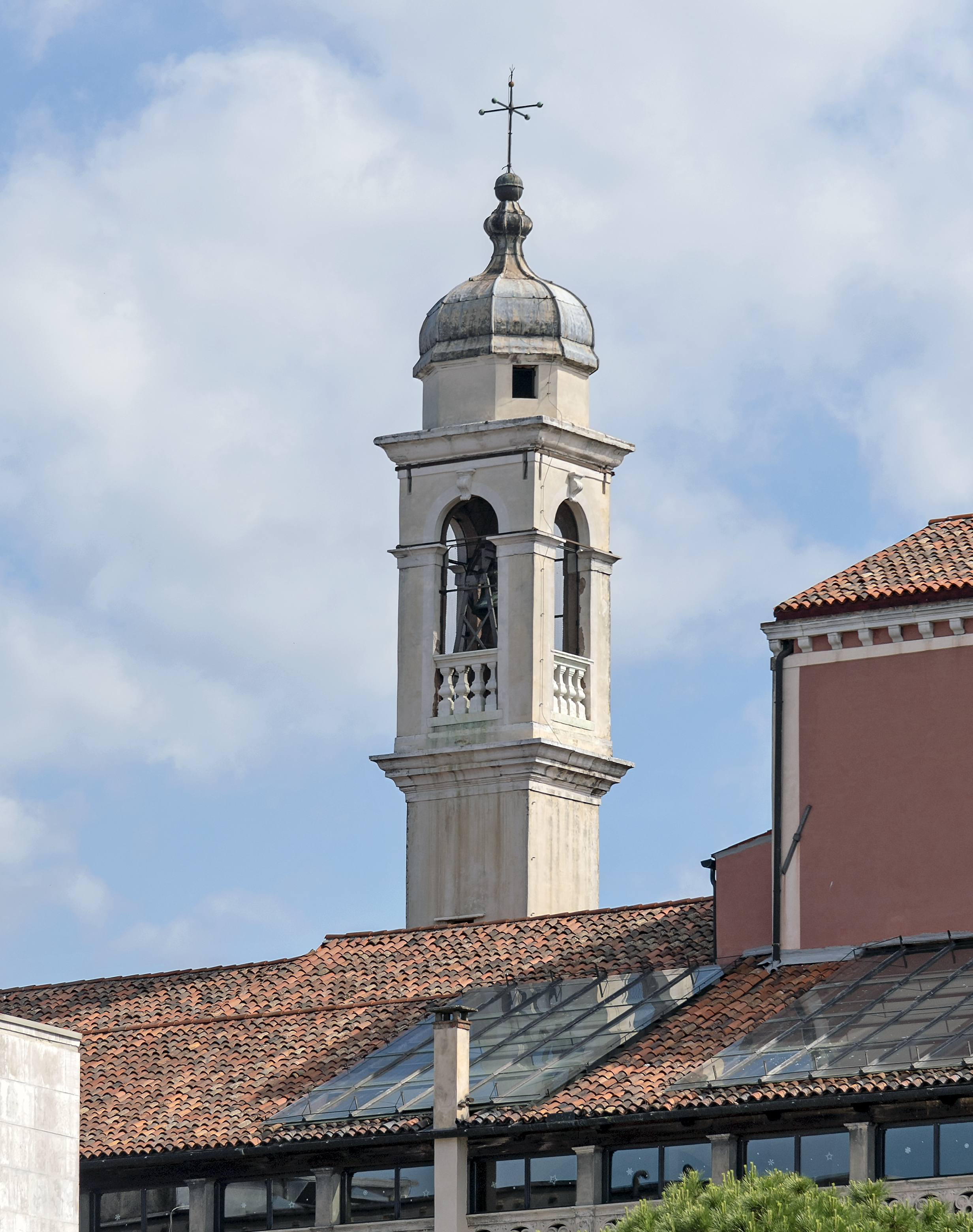
Il campanile

### Interno
L'opera Trasporto della casa di Loreto, un affresco di Giambattista Tiepolo del 1743, andò distrutta durante un bombardamento austriaco il 24 ottobre 1915. Fu nel tentativo di riparare a questo danno, che, nel periodo 1929-1933, Ettore Tito dipinse per la chiesa due opere: una tela di 100 metri quadrati, ed un affresco di 400 metri quadrati. I resti del Trasporto della casa di Loreto e altri frammenti superstiti del soffitto sono oggi conservati alle Gallerie dell'Accademia, dove è conservato anche uno dei due bozzetti (olio su tela) dipinti da Tiepolo come modelli preparatori per il grande affresco perduto.  Esiste anche una fotografia del soffitto di James Anderson e una copia di Mariano Fortuny al Museo Correr.

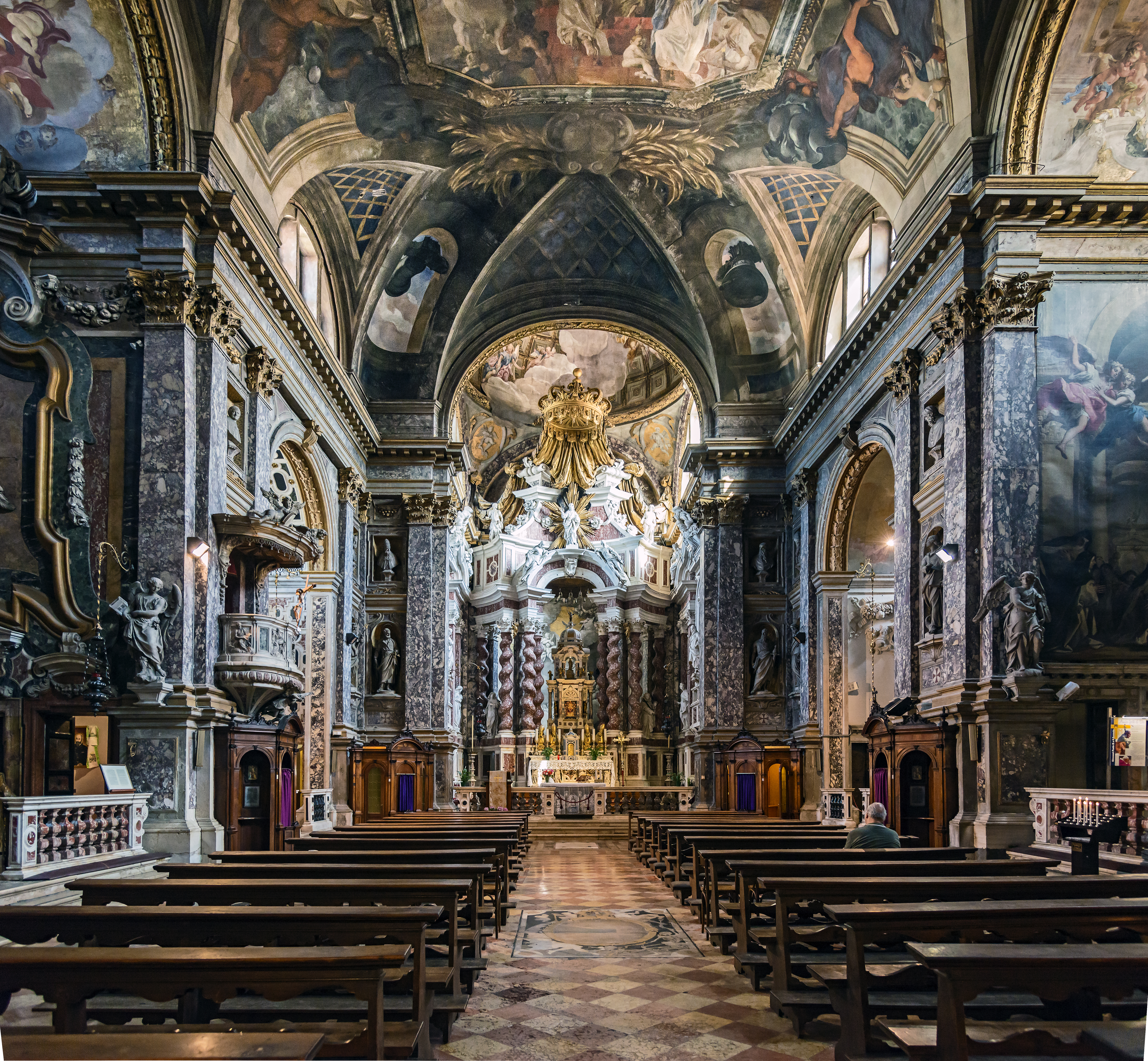
Interno
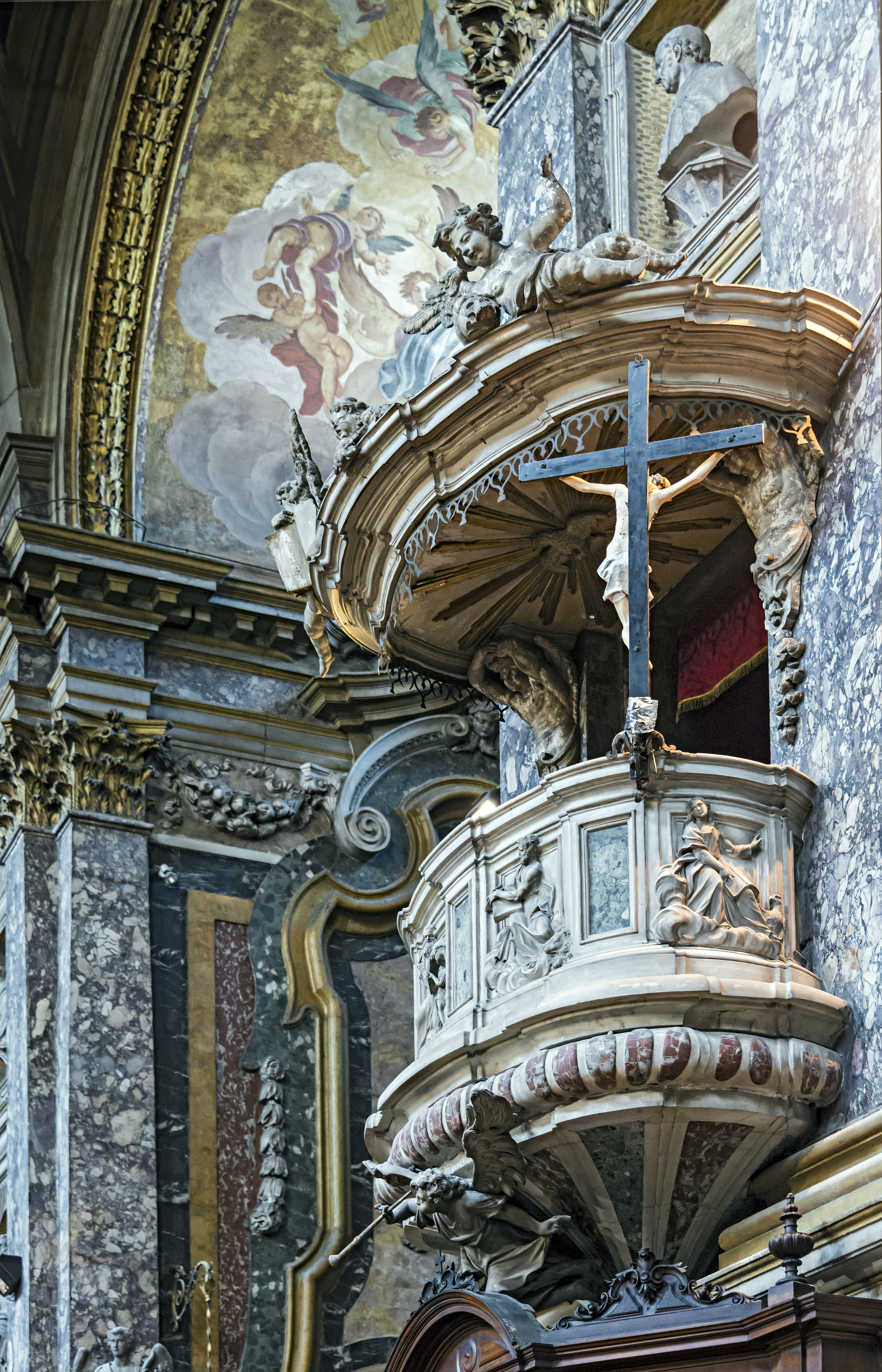
Il pulpito con rilievi raffiguranti i Quattro evangelisti
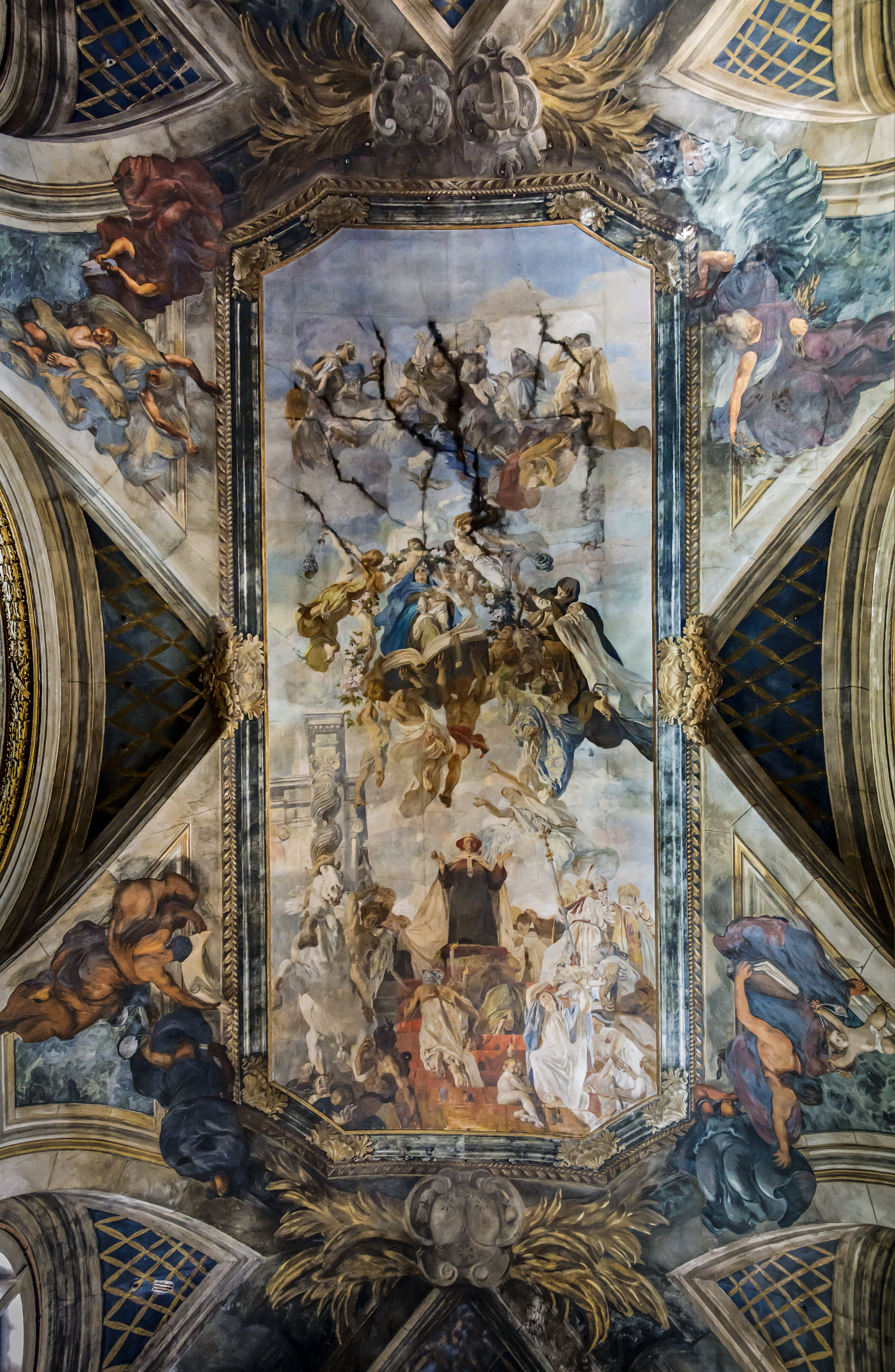
Il soffitto di Ettore Tito
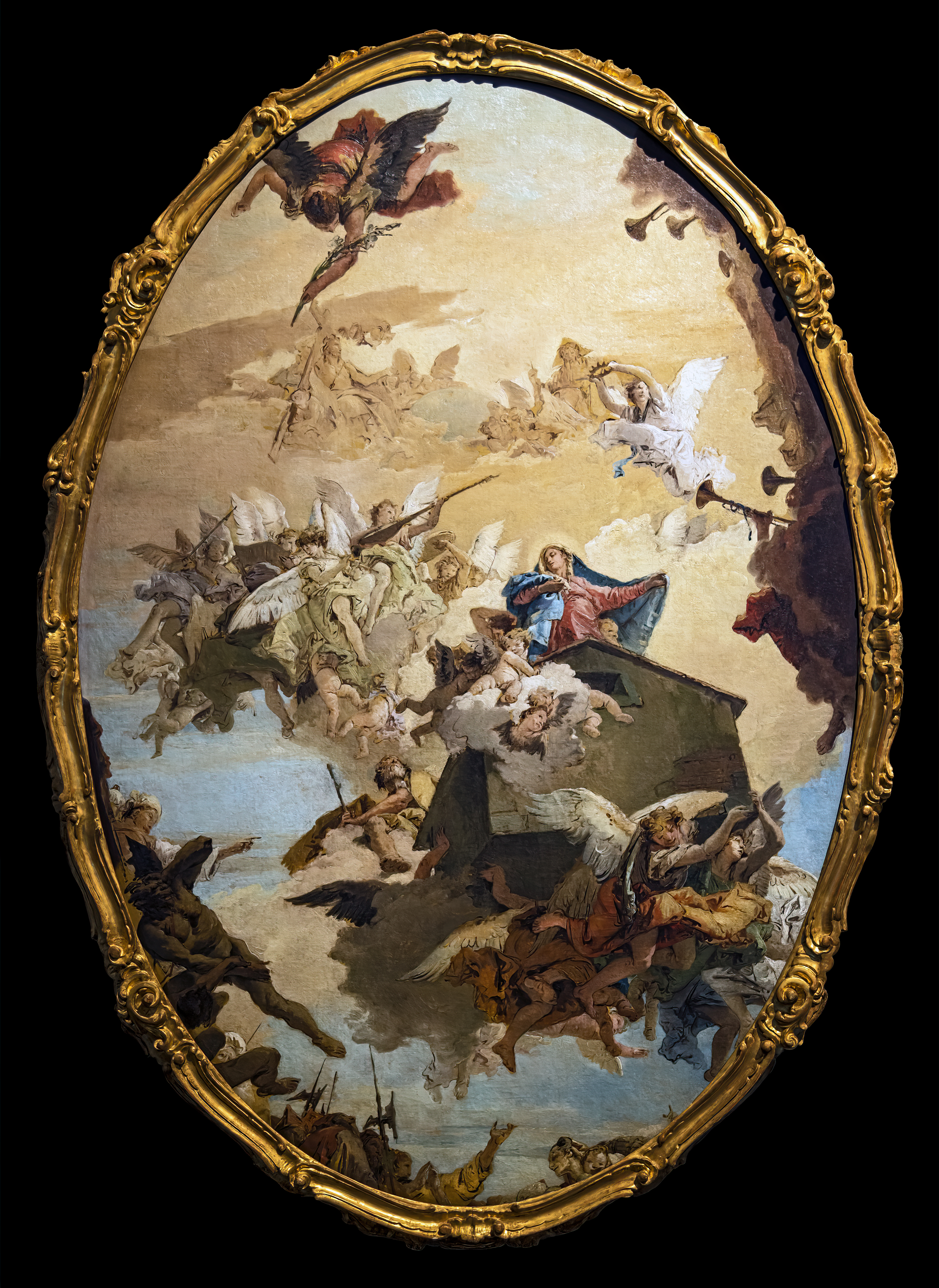
Trasporto della Santa Casa di Loreto, Gallerie dell'Accademia

#### Controfacciata
L'organo è stato costruito agli inizi del '900 dai fratelli Pugina di Padova; sopra Santa Teresa incoronata dal Salvatore di Gregorio Lazzarini.

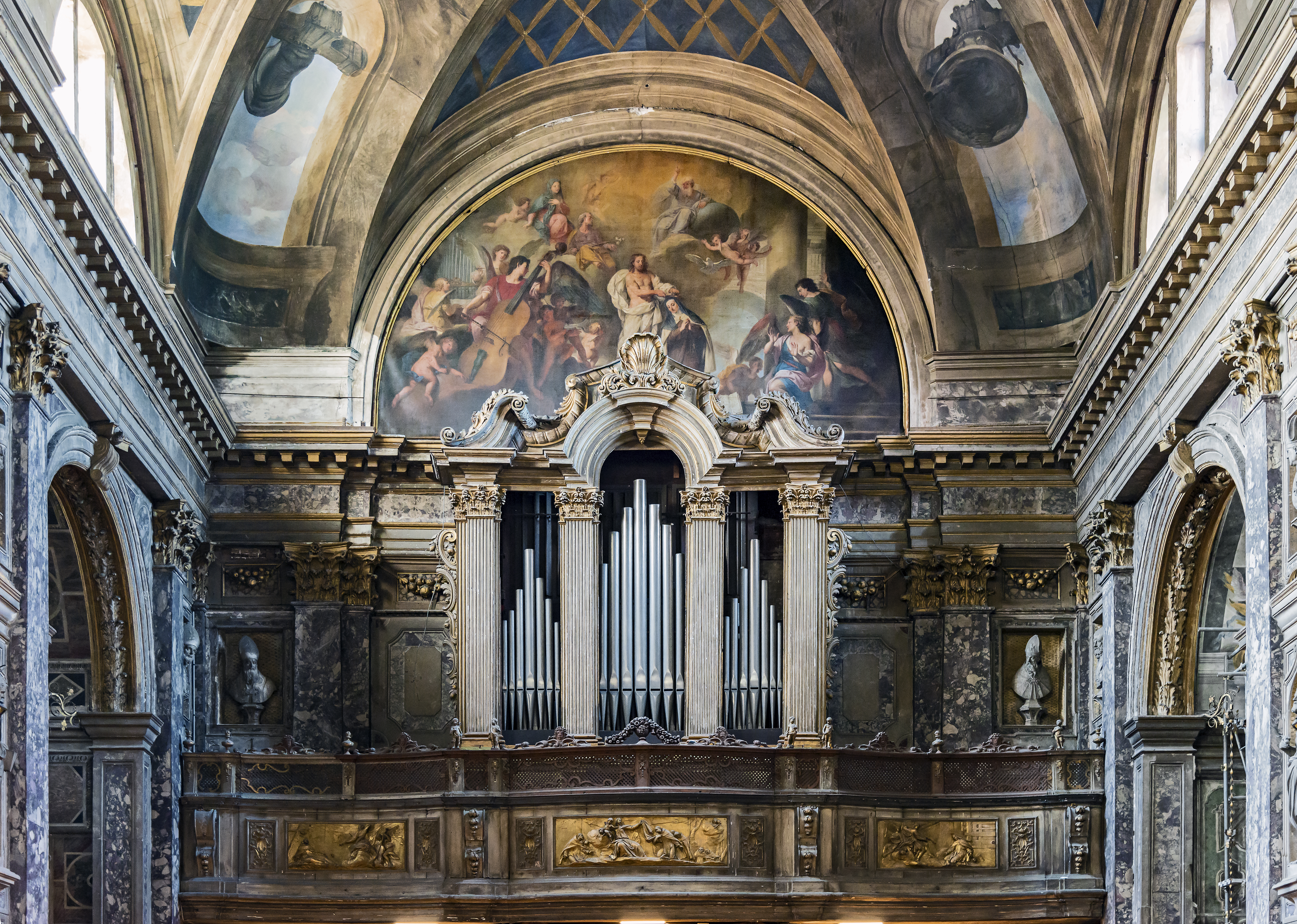
La controfacciata e l'organo dei fratelli Pugina
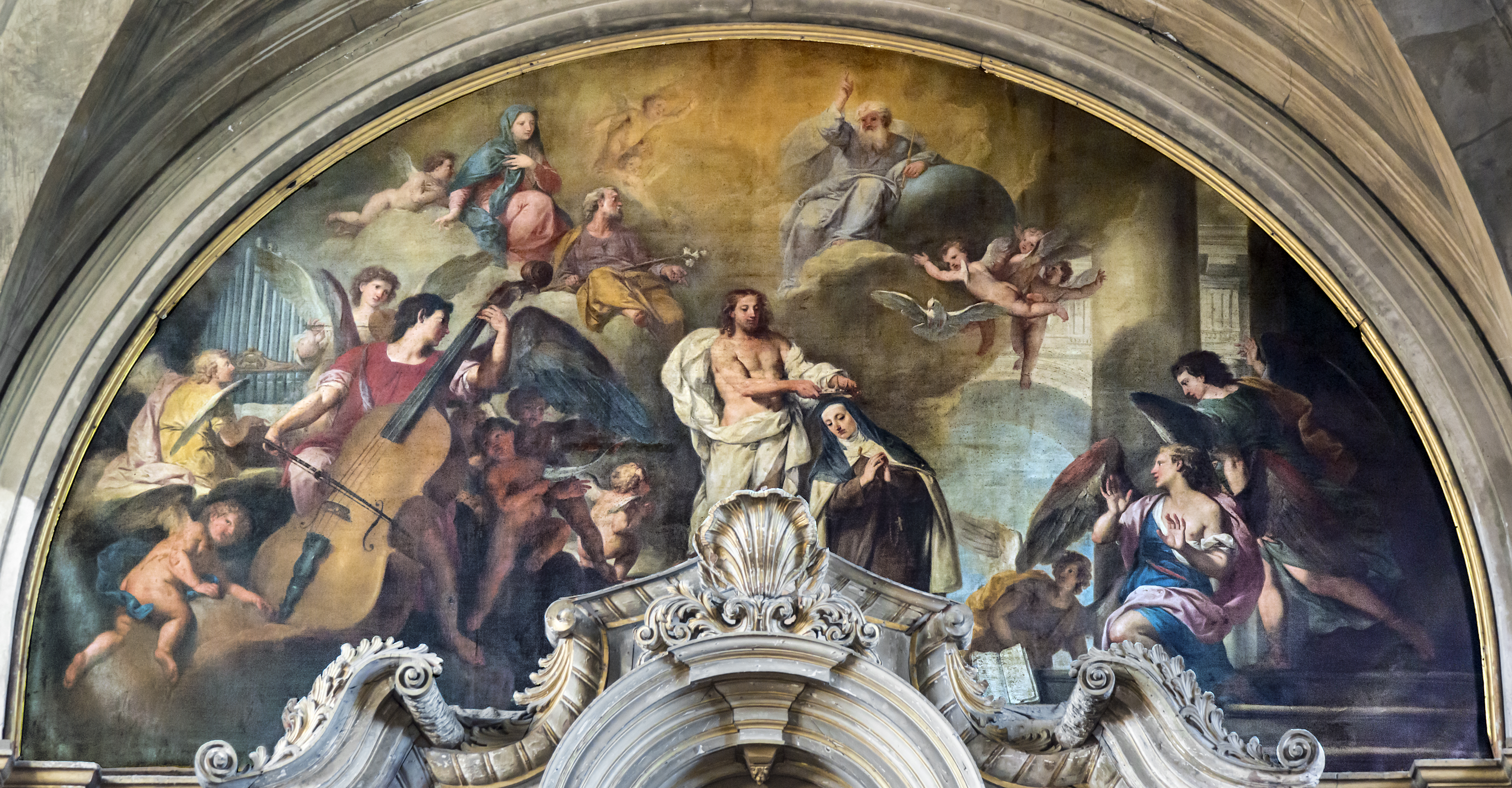
Santa Teresa incoronata dal Salvatore da Gregorio Lazzarini.

#### Presbiterio
L'altare maggiore è opera di Jacopo Antonio Pozzo (ovvero fra Giuseppe Pozzo) come anche il parato ligneo della sacrestia. Il presbiterio è sovrastato da un baldacchino sorretto da colonne tortili. Il fastoso tabernacolo della mensa, vede la statua della Madonna con putto e profeti, proveniente dall'isola di Santa Maria di Nazareth, poi Lazzaretto.
Le statue di dodici Sibille, opera di Giuseppe Torretto, Giovanni Marchiori, Pietro Baratta, Giuseppe e Paolo Groppelli, stanno distribuite, cinque per parte, sulle pareti laterali e due giacenti sull'arco del baldacchino.

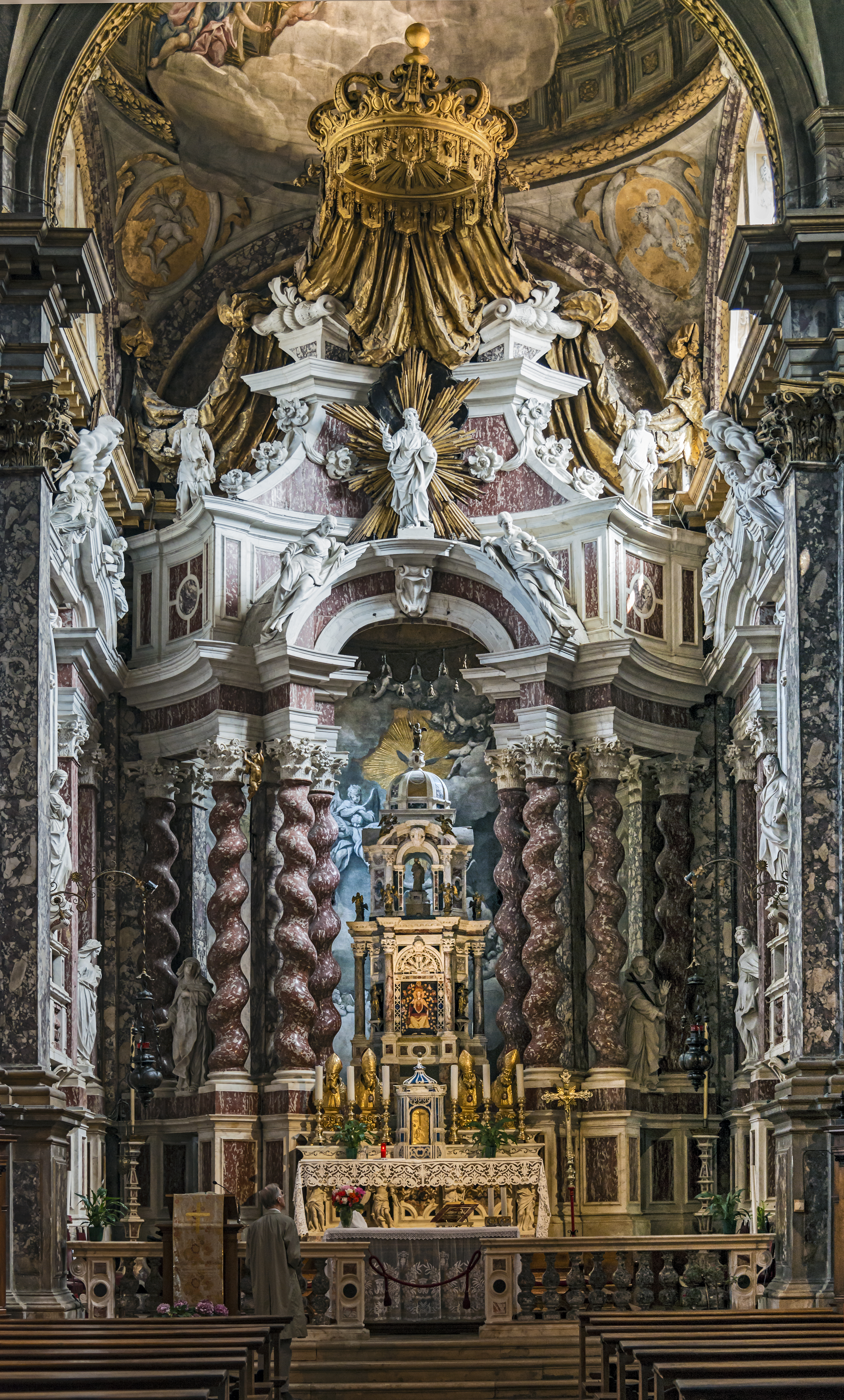
Altare maggiore
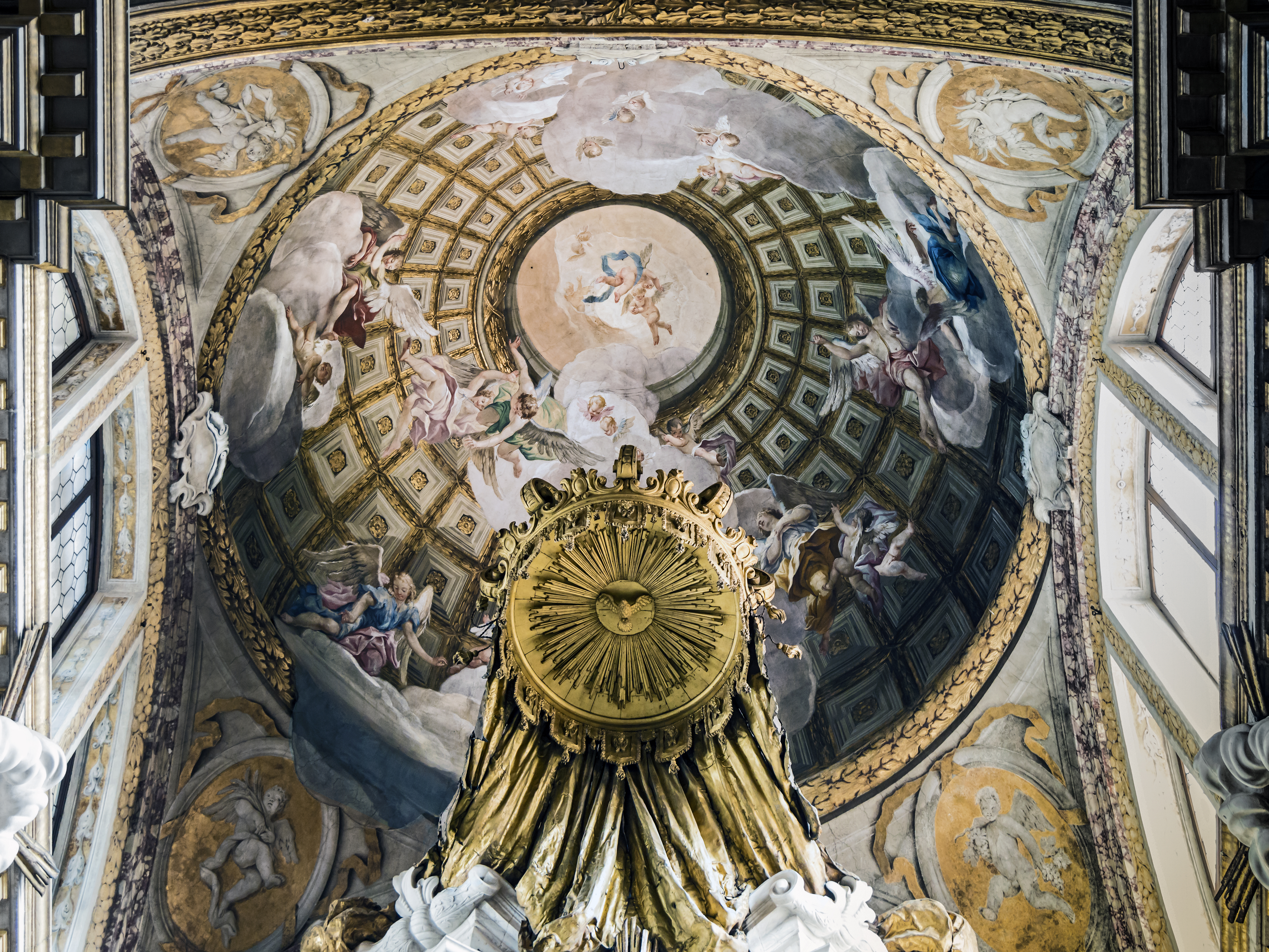
Soffitto
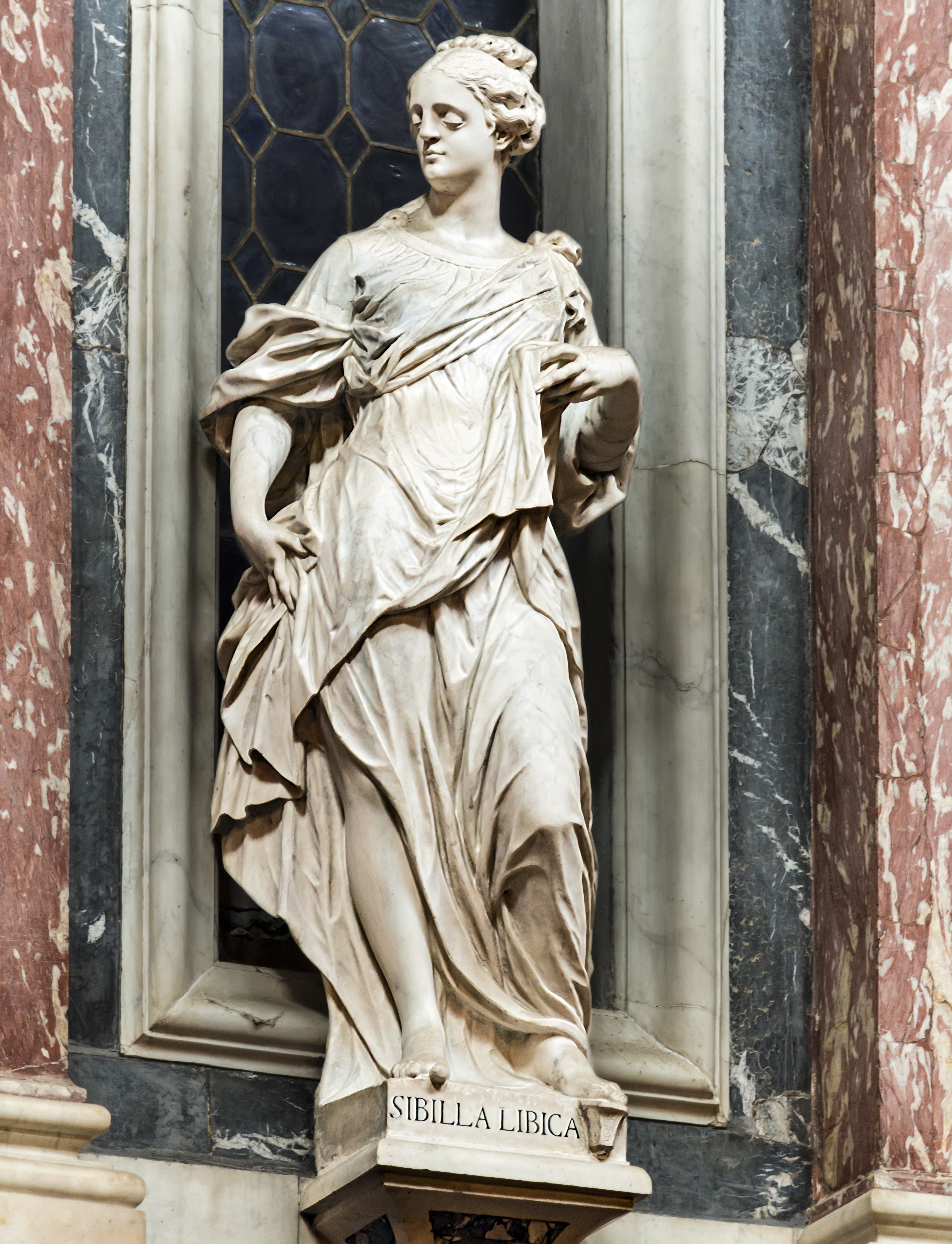
Sibilla Libica di Giuseppe Torretto
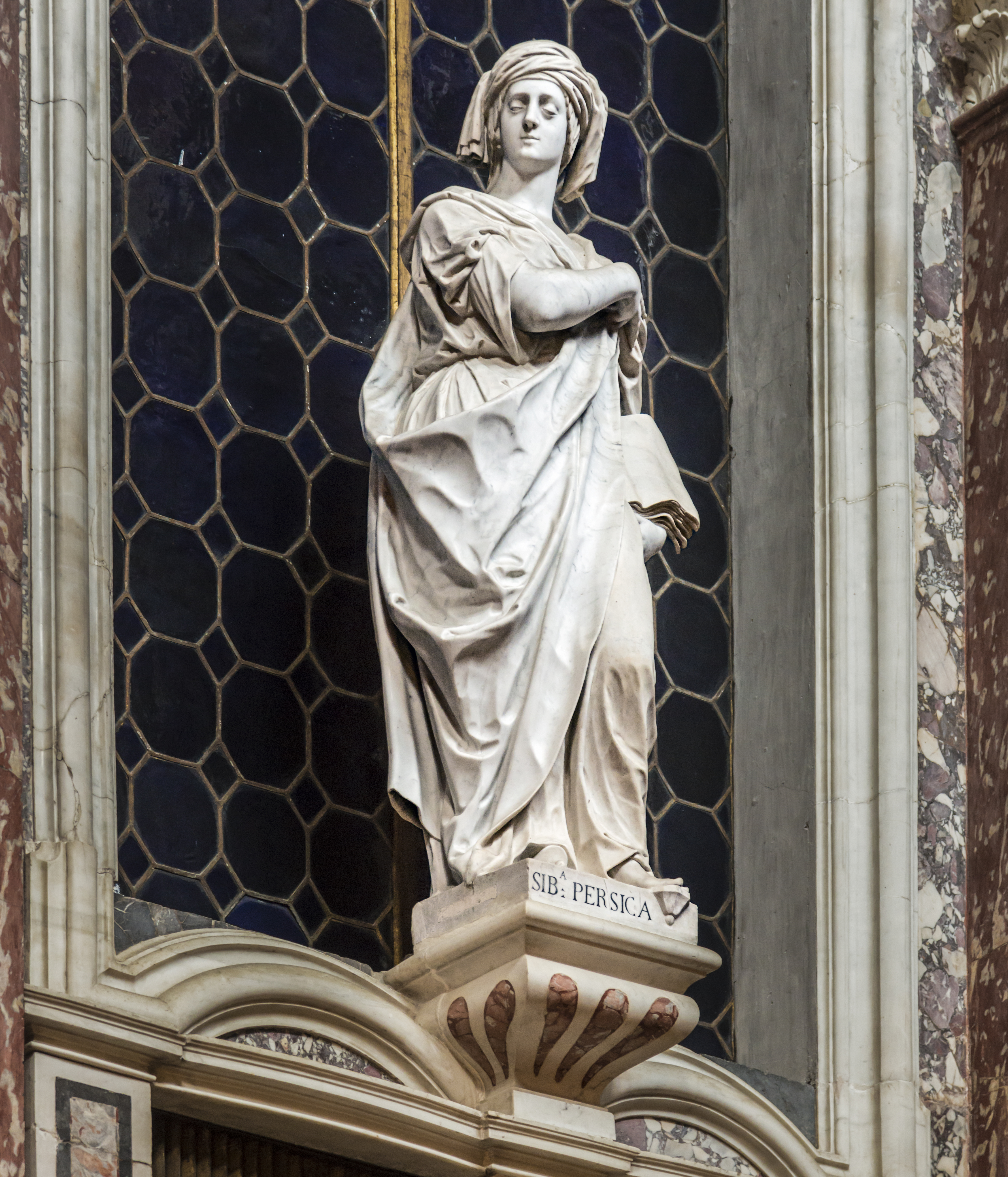
Sibilla Persica di Giuseppe Torretto
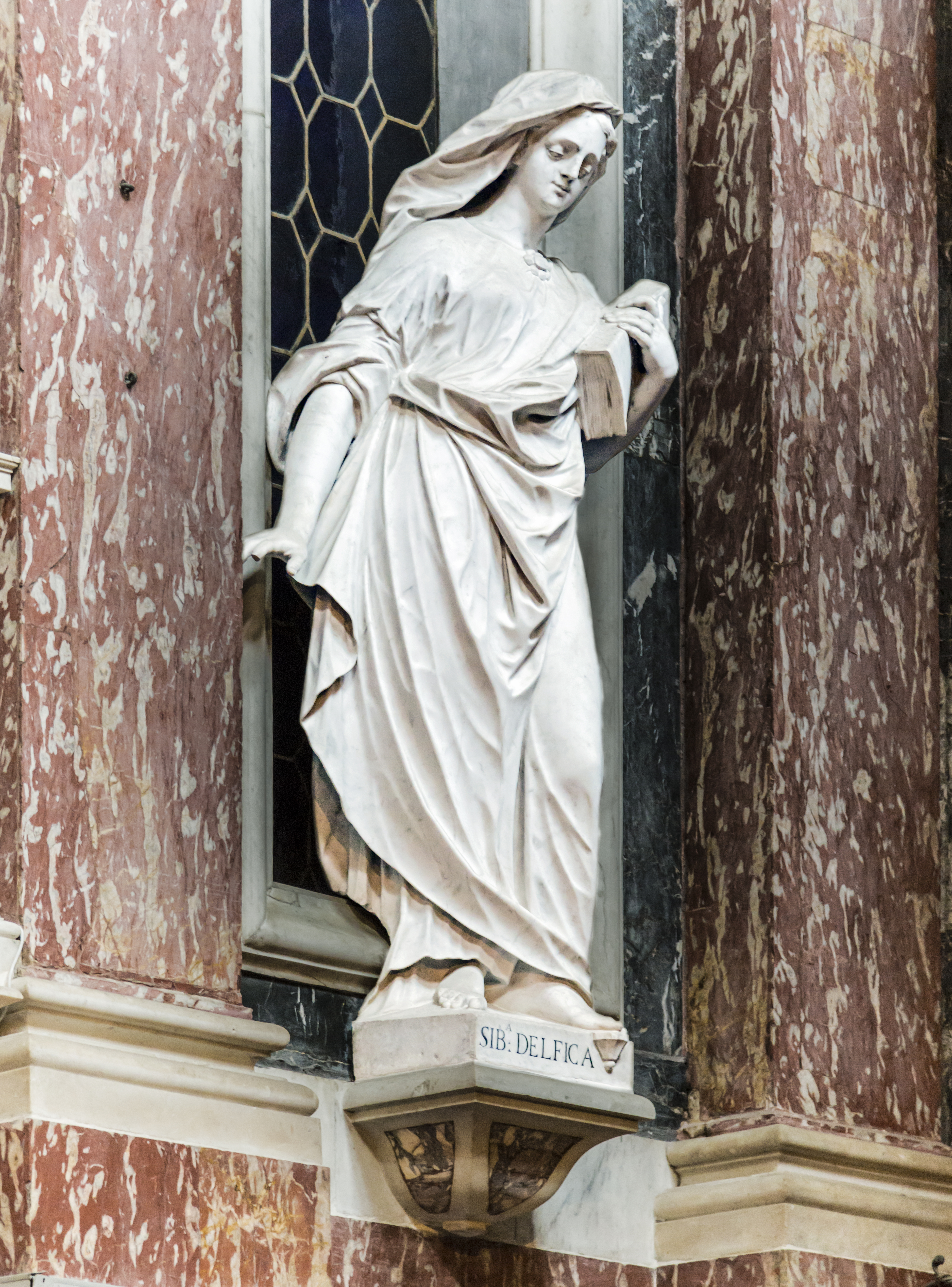
Sibilla Delfica di Giuseppe Torretto
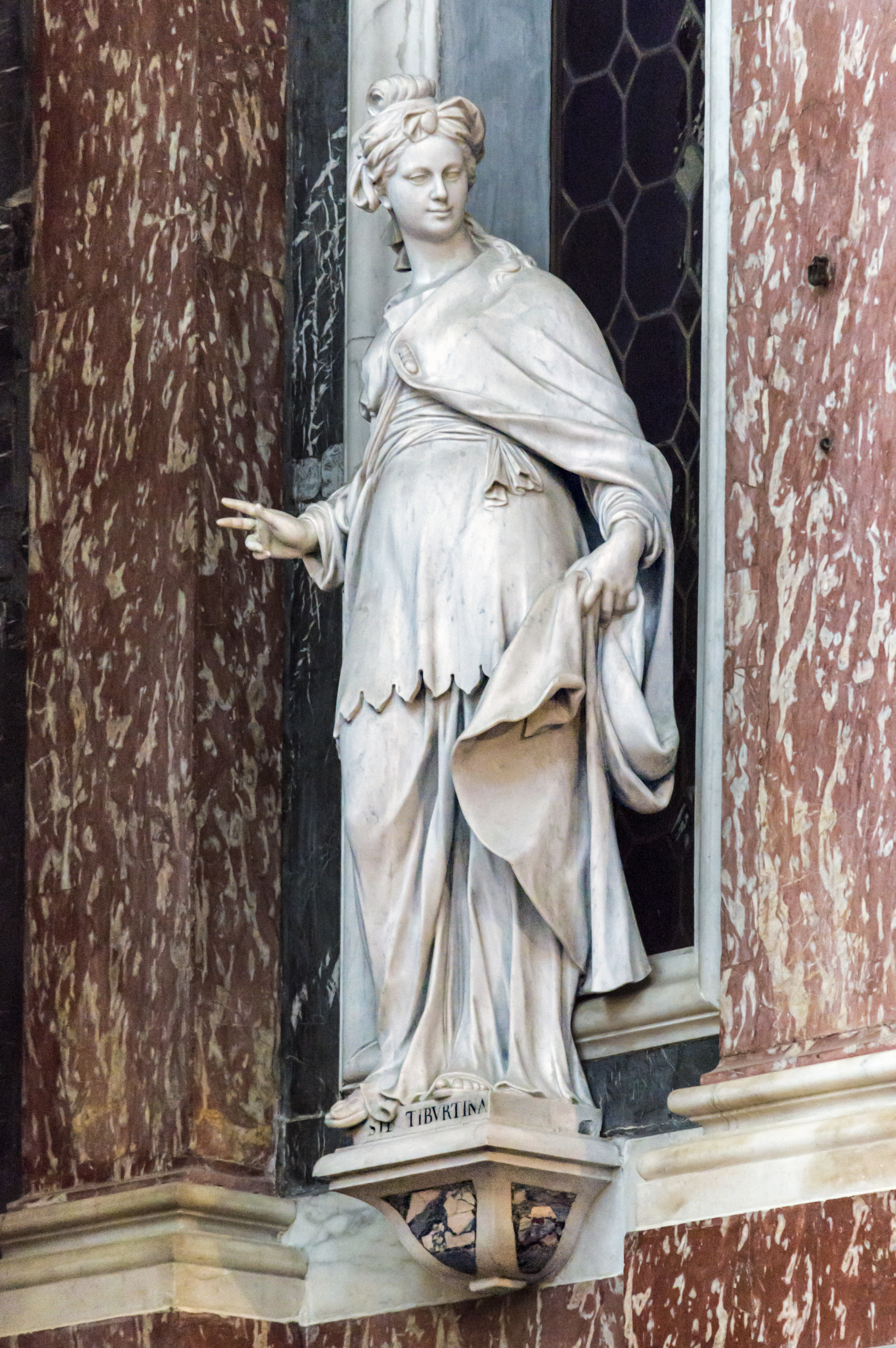
Sibilla Tiburtina di Giuseppe e Paolo Groppelli
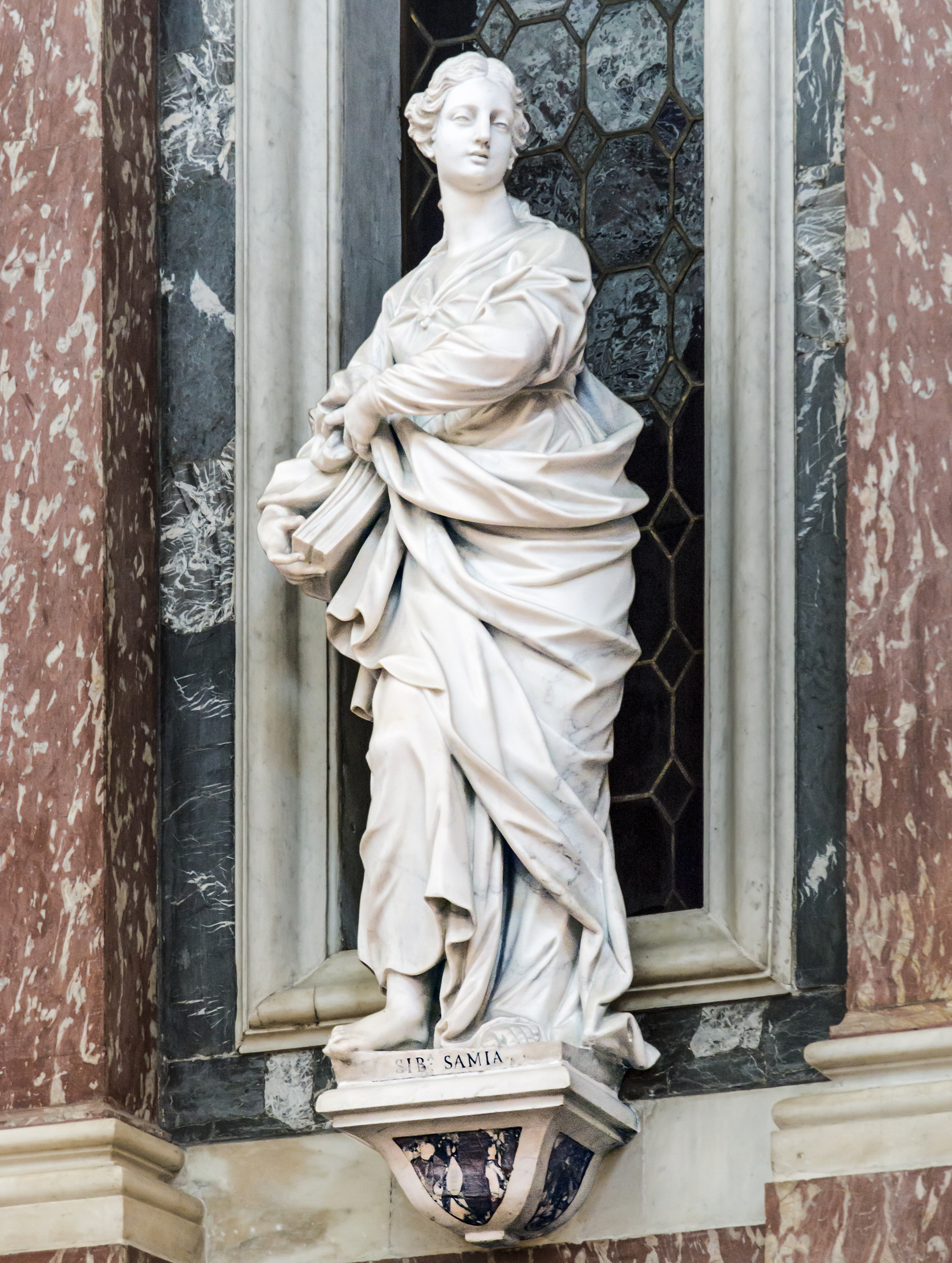
Sibilla Samia di Pietro Baratta
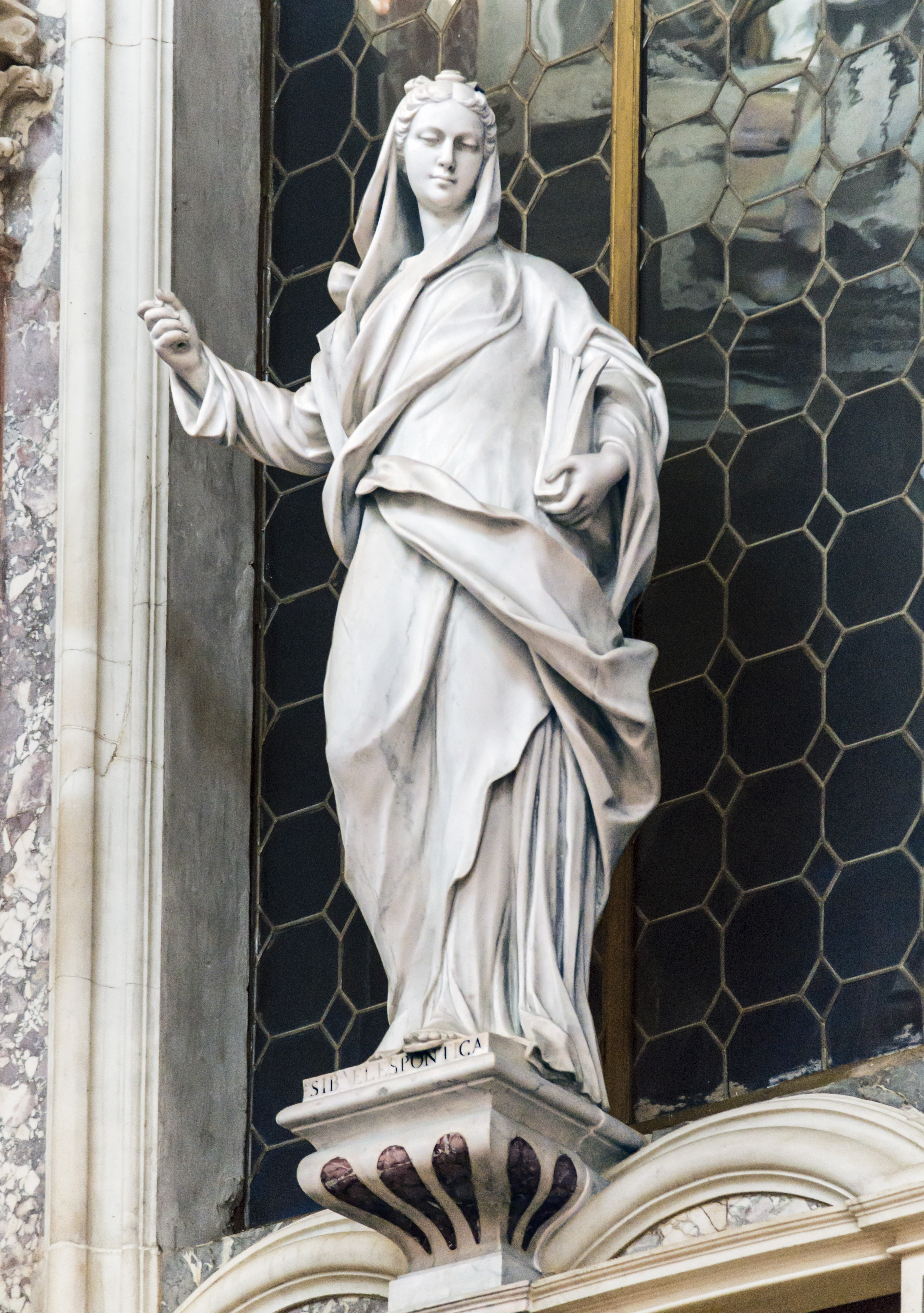
Sibilla Ellespontica di Giuseppe e Paolo Groppelli

#### Cappella Giovanelli
Assegnato alla famiglia Giovanelli, è caratterizzata da un ricco altare del Seicento di Ludovico David. La pala d'altare mostra una statua di San Giovanni della Croce (uno dei fondatori dell'Ordine dei Carmelitani Scalzi) di Bernardo Falcone. Sulla guida di sedia: tre Virtù cardinali, statue di Tommaso Ruer.

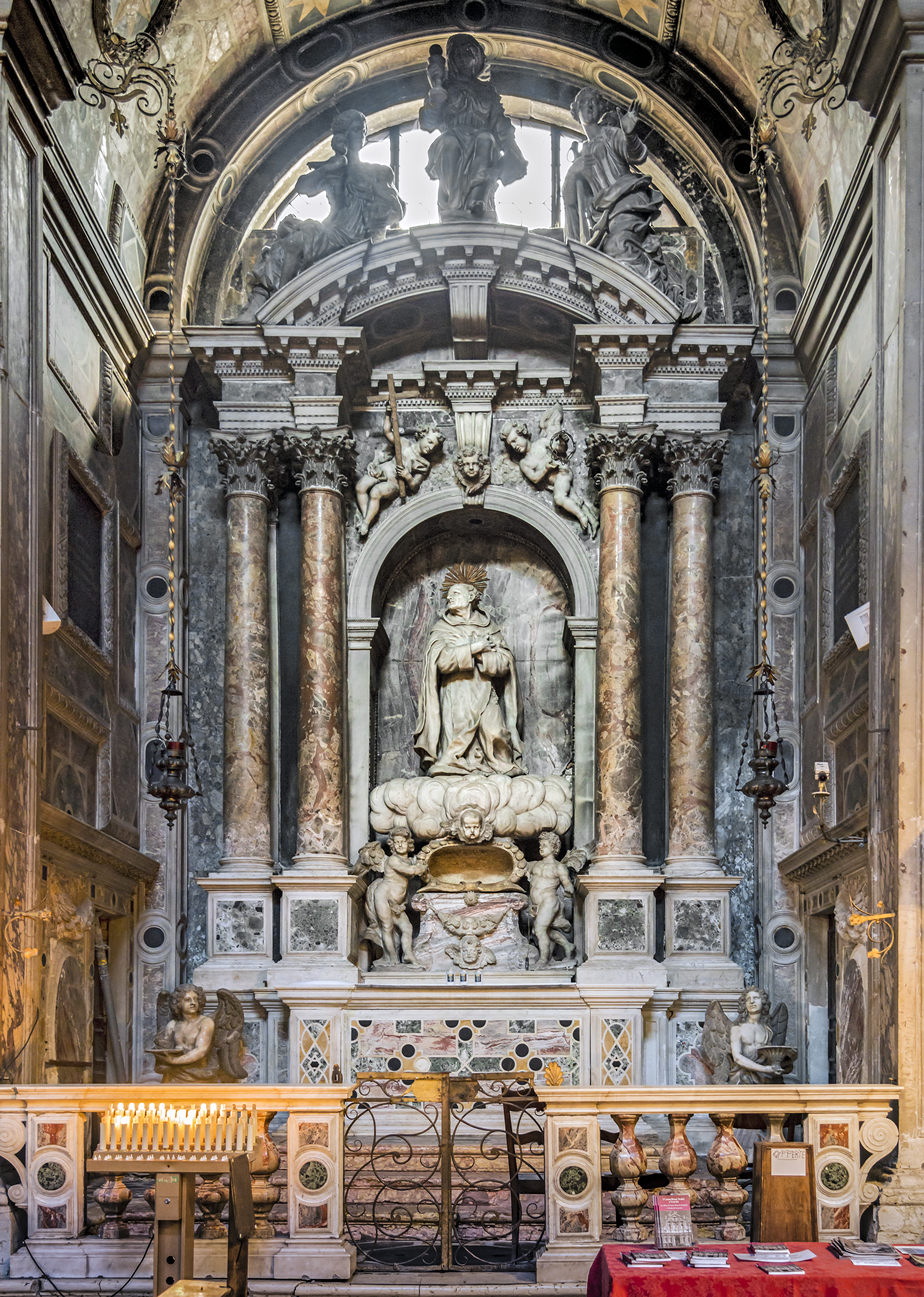
Cappella Giovanelli
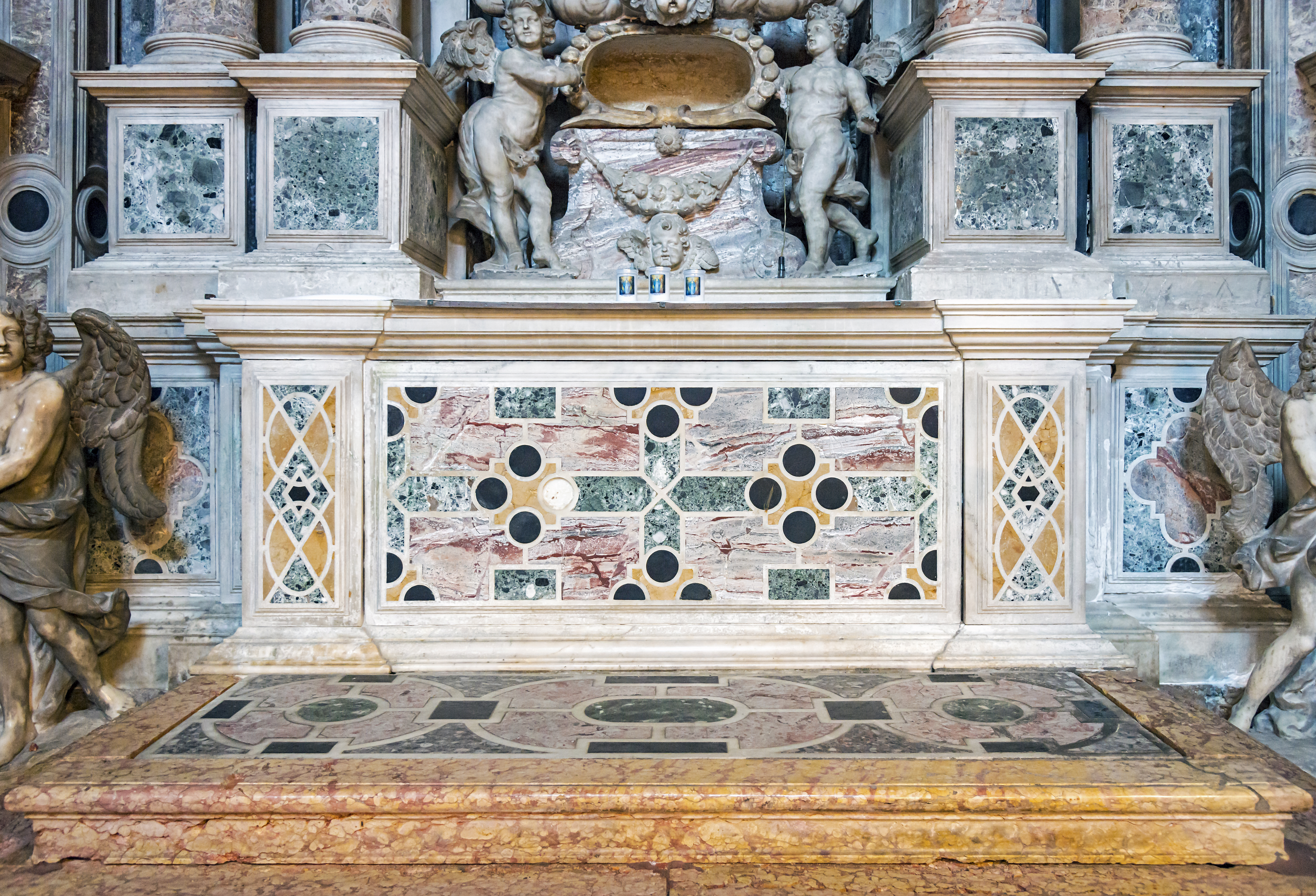
Altare in marmo policromo di Ludovico David

#### Cappella Ruzzini
Assegnato alla famiglia Ruzzini. L'altare è stato costruito e progettato da Giuseppe Pozzo. La pala d'altare: Estasi di Santa Teresa (1697) di Heinrich Meyring. Sulla volta un affresco della Gloria di santa Teresa (1720-1725) di Giambattista Tiepolo. Pareti laterali: due dipinti di Niccolò Bambini; la tabella a sinistra San Giuseppe appare a santa Teresa e la libera da un pericoloso incontro e a destra Comunione miracolosa di santa Teresa (L'ostia consacrata si stacca miracolosamente dalle mani del sacerdote per volarsene alla Santa) (fine del XVII secolo).

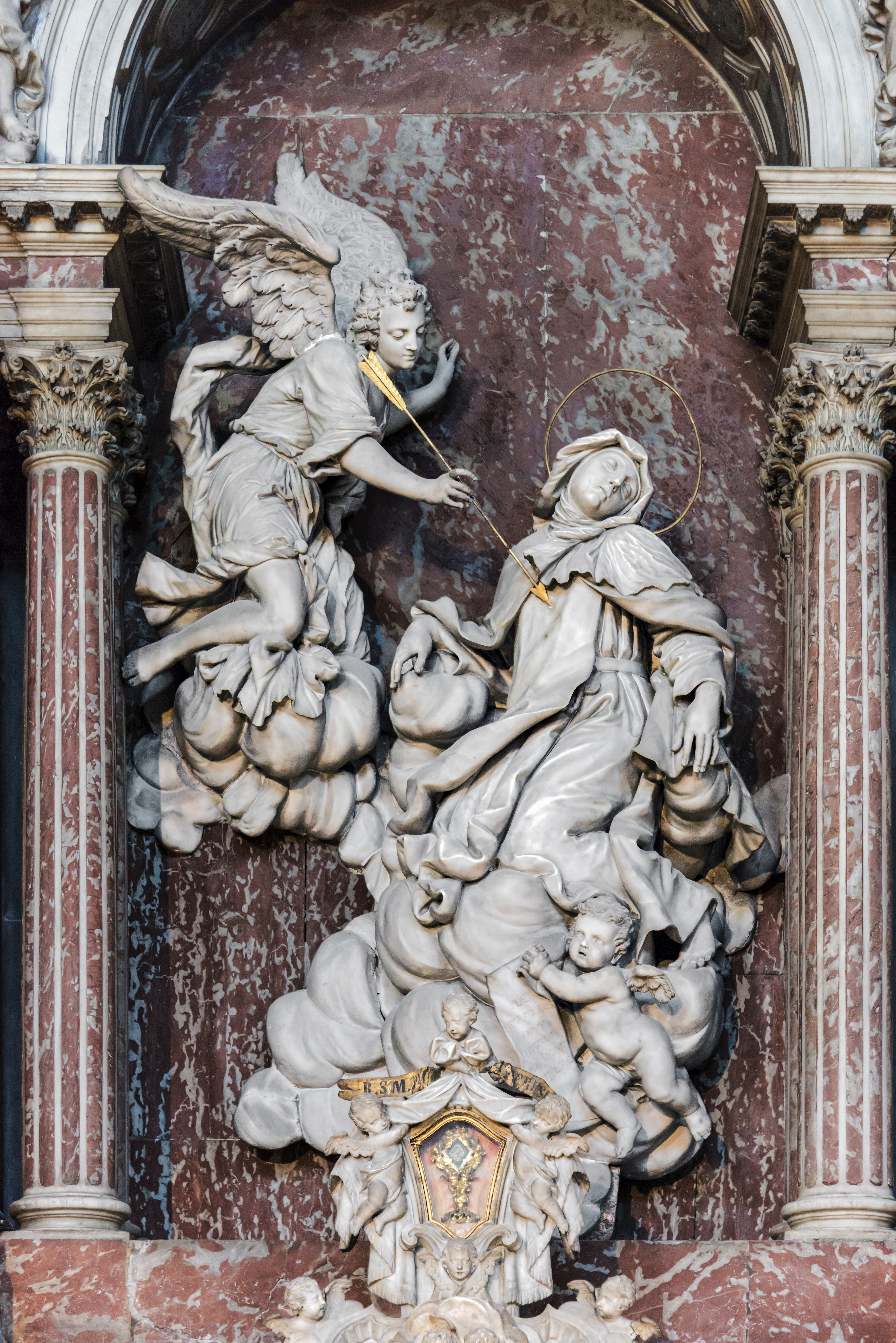
Estasi di santa Teresa di Gesù
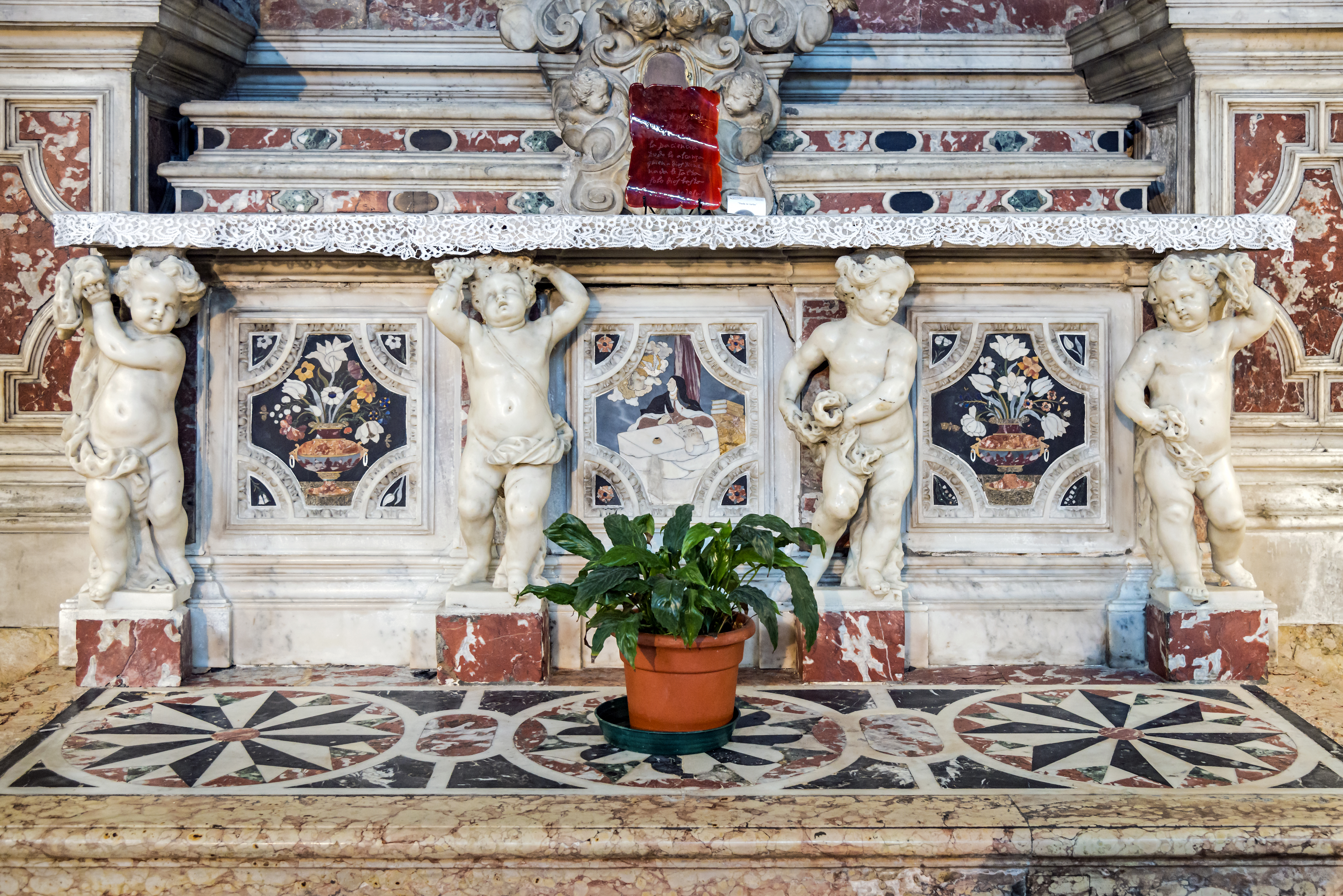
Altare
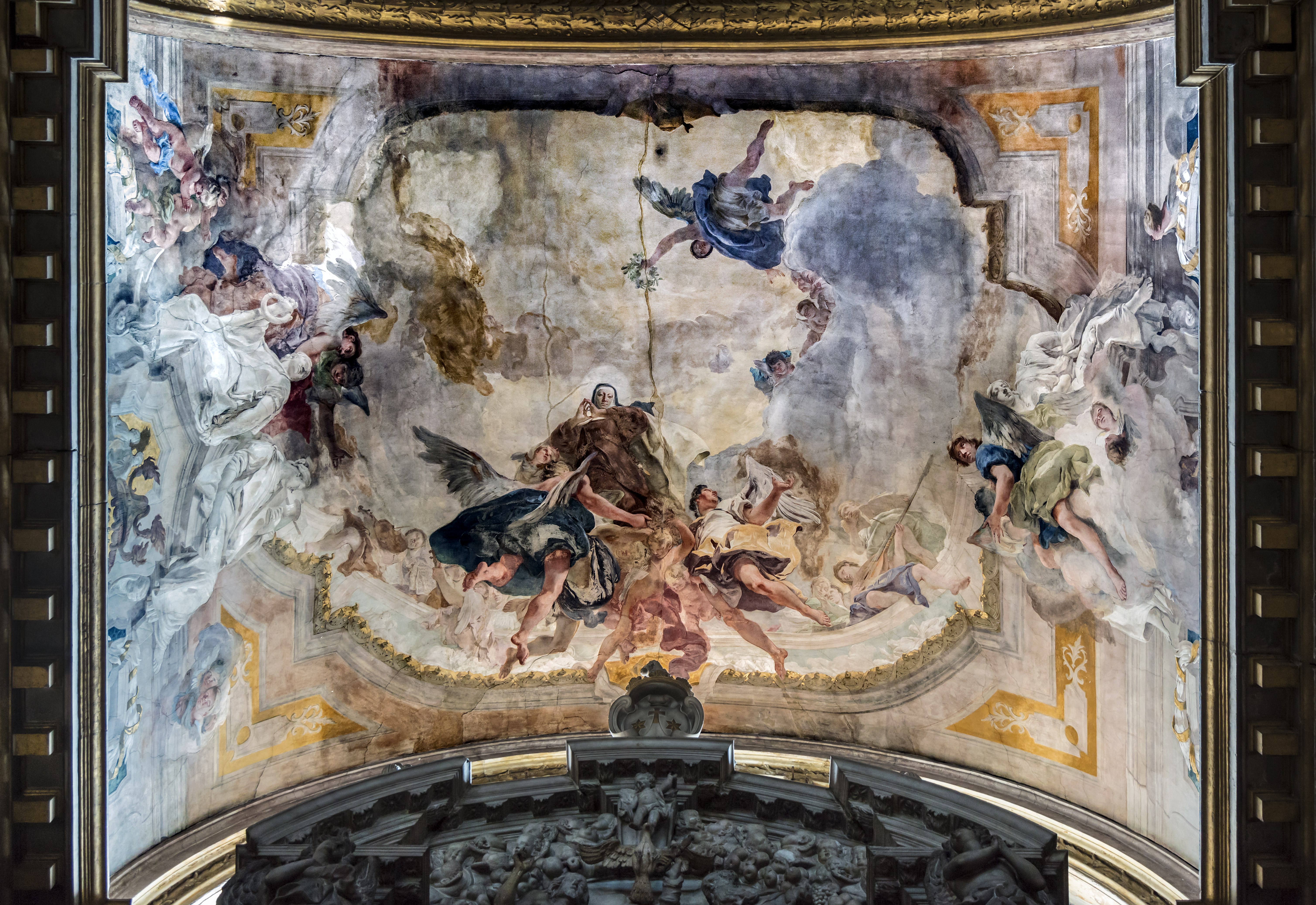
L'apoteosi di santa Teresa di Giambattista Tiepolo
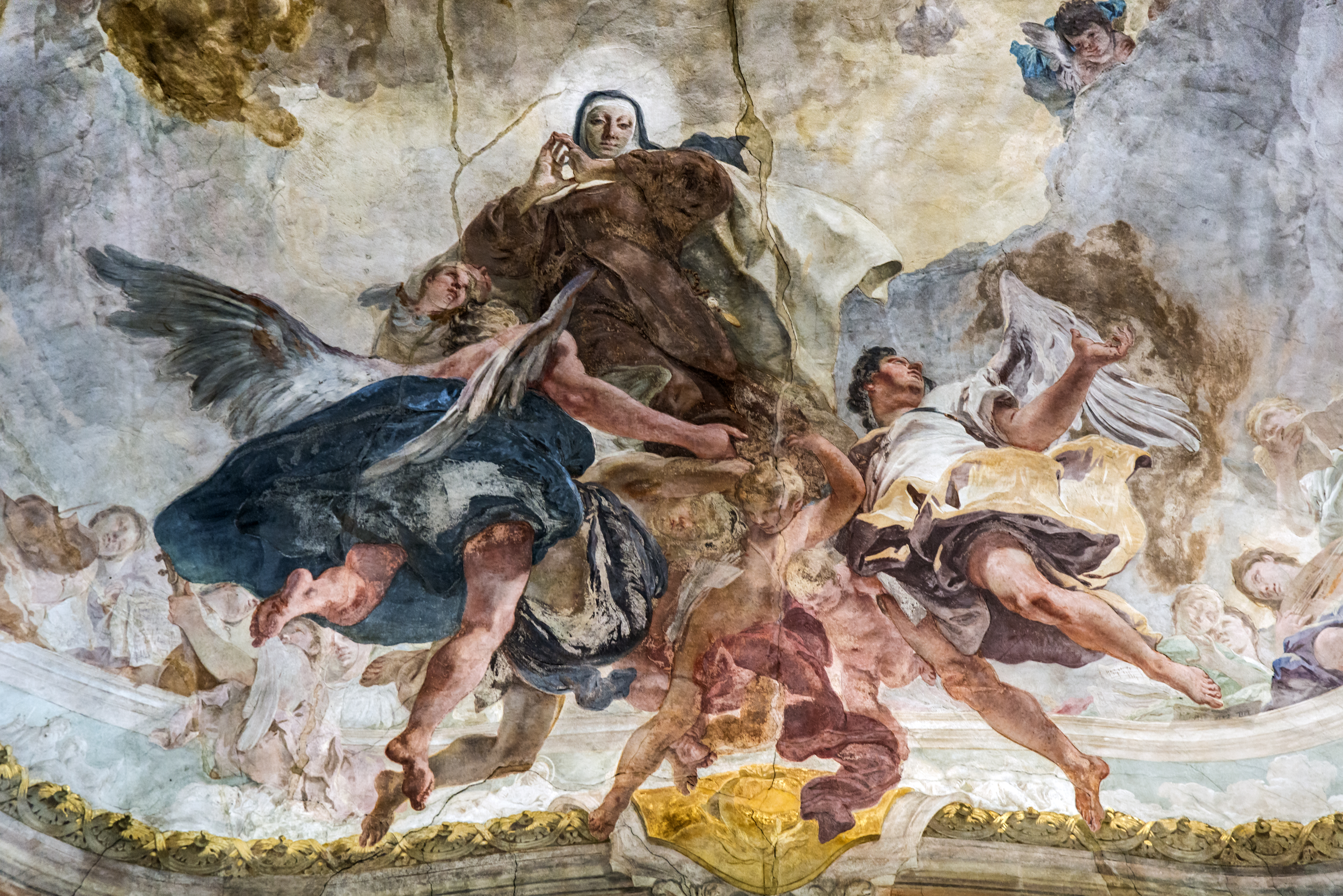
L'apoteosi di santa Teresa, particolare
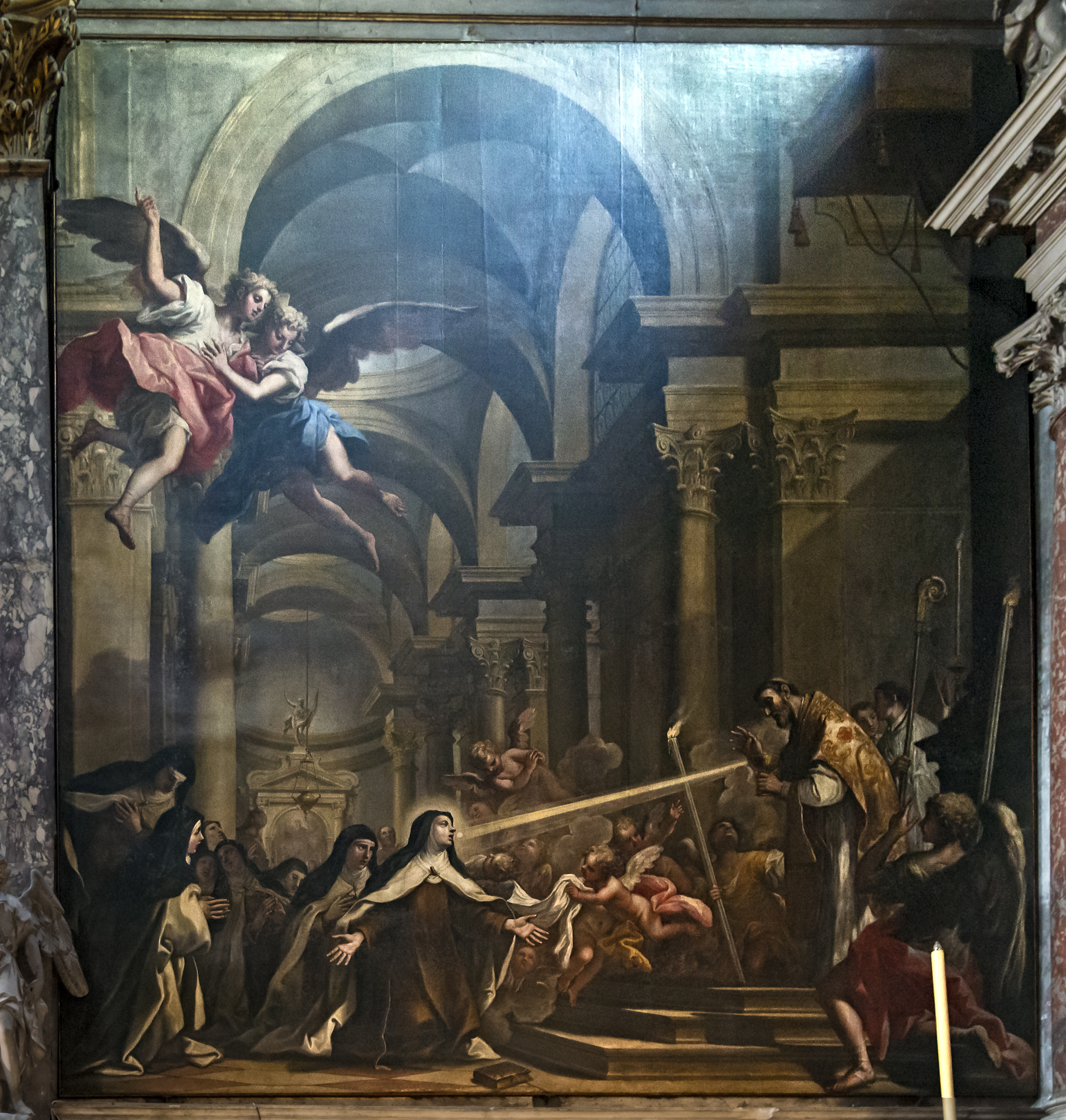
Comunione miracolosa di santa Teresa di Niccolò Bambini
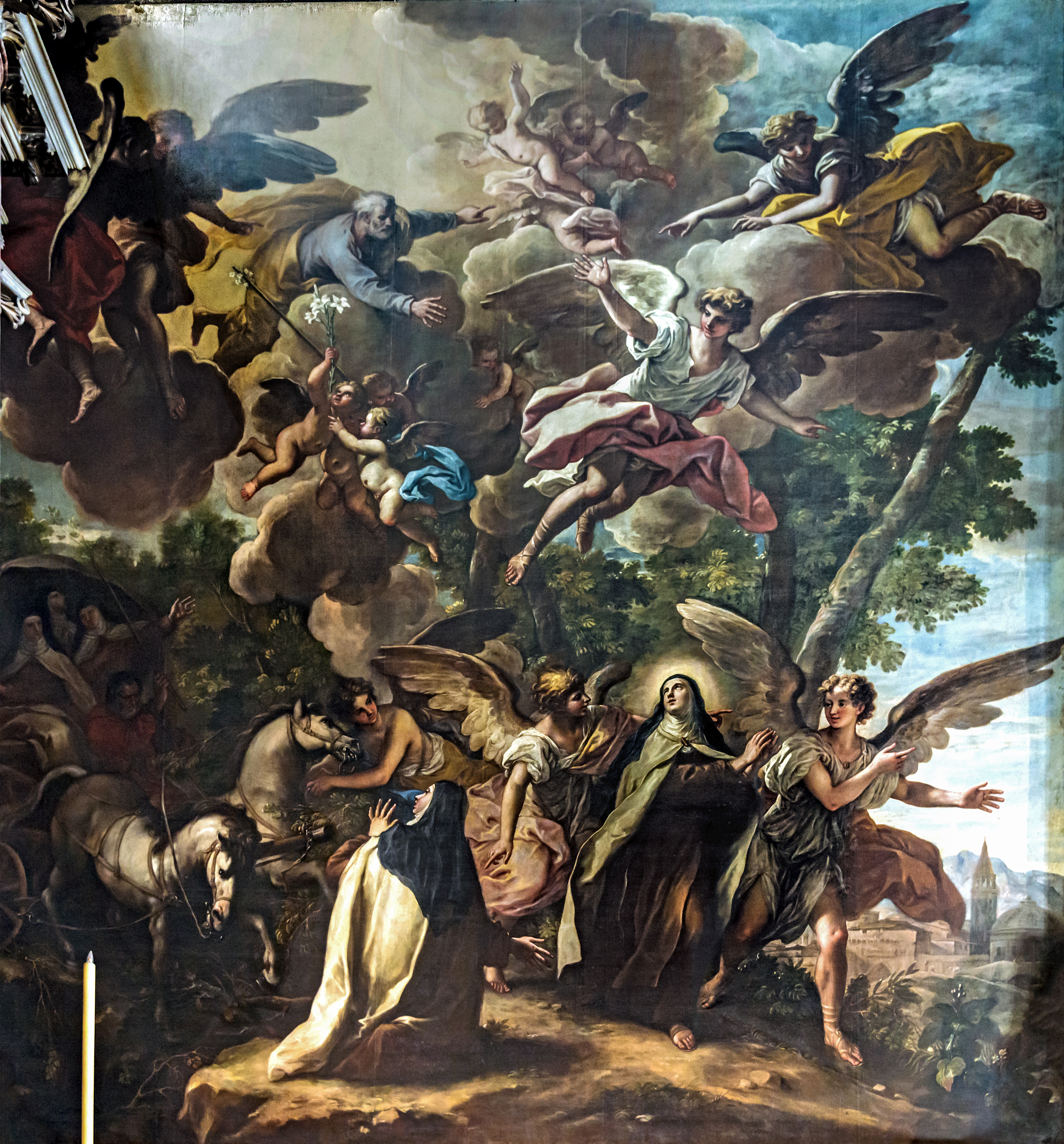
San Giuseppe appare a santa Teresa di Niccolò Bambini

#### Cappella Lumaca
Cappella Lumaca, o del Crocifisso
È stata assegnata alla famiglia Lumaca. Sull'altare un grande crocifisso in marmo del XVIII secolo, attribuito a Giovanni Maria Morlaiter. Il paliotto Cristo che cade sotto la croce è anch’esso attribuito al Morleiter.
Mensa dell'altare: in una teca, scultura in cera colorata raffigurante Cristo fra i ladroni, lavoro di qualche religioso. Nella volta l'affresco Cristo nell'orto dei Getsemani (1732), opera di Giambattista Tiepolo.

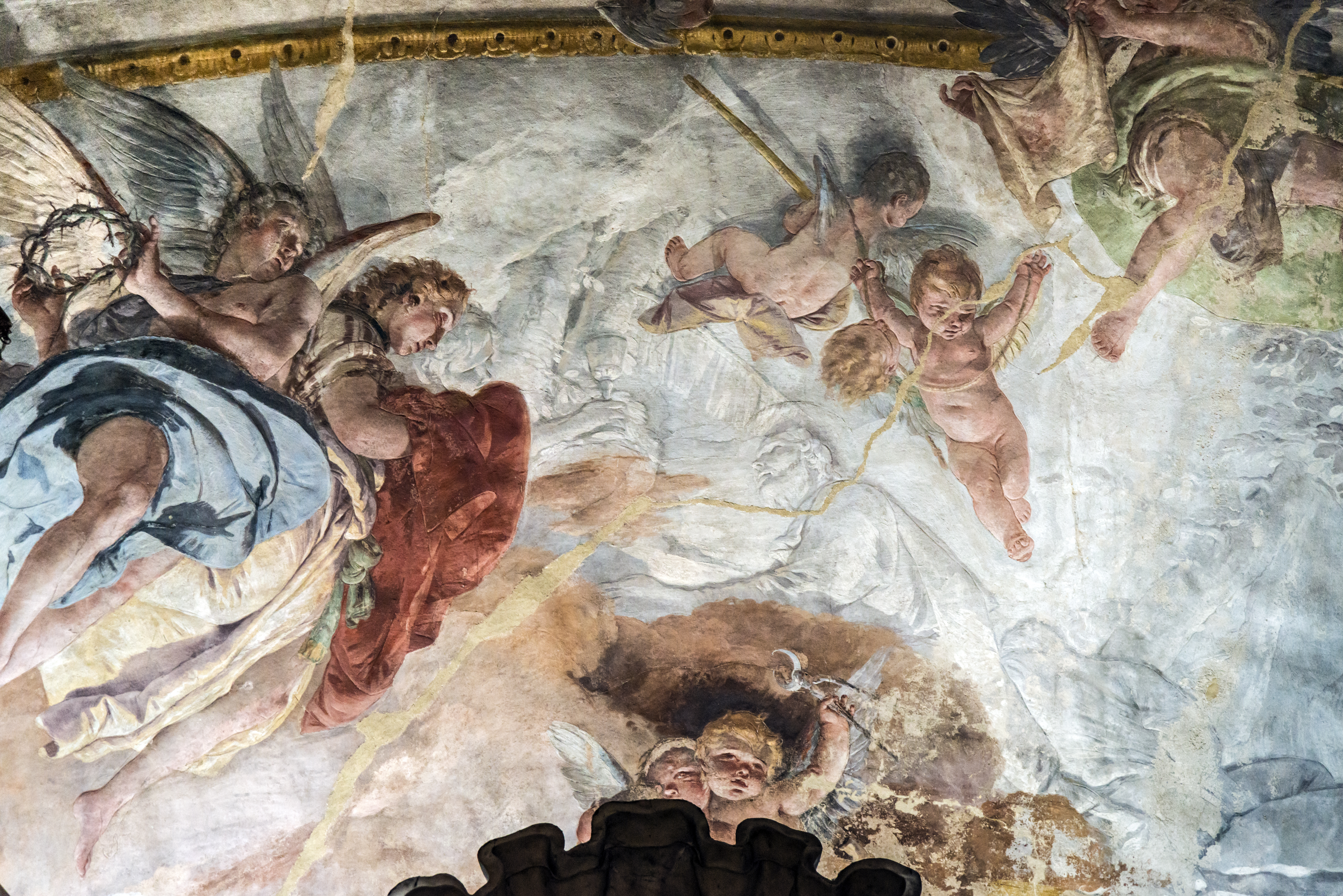
Gesù prega nell'orto del Getsemani di Giambattista Tiepolo

#### Cappella Mora
Assegnata alla famiglia Mora. Costruita da Baldassare Longhena. La pala con quattro colonne di diaspro nero mostra una statua di San Giovanni Battista in marmo di Carrara (fine del XVII secolo) di Melchior Barthel. Un affresco sul soffitto rappresenta il Padre Eterno in gloria (XVII secolo) di Pietro Liberi. Giambattista Mora è sepolto ai piedi dell'altare.

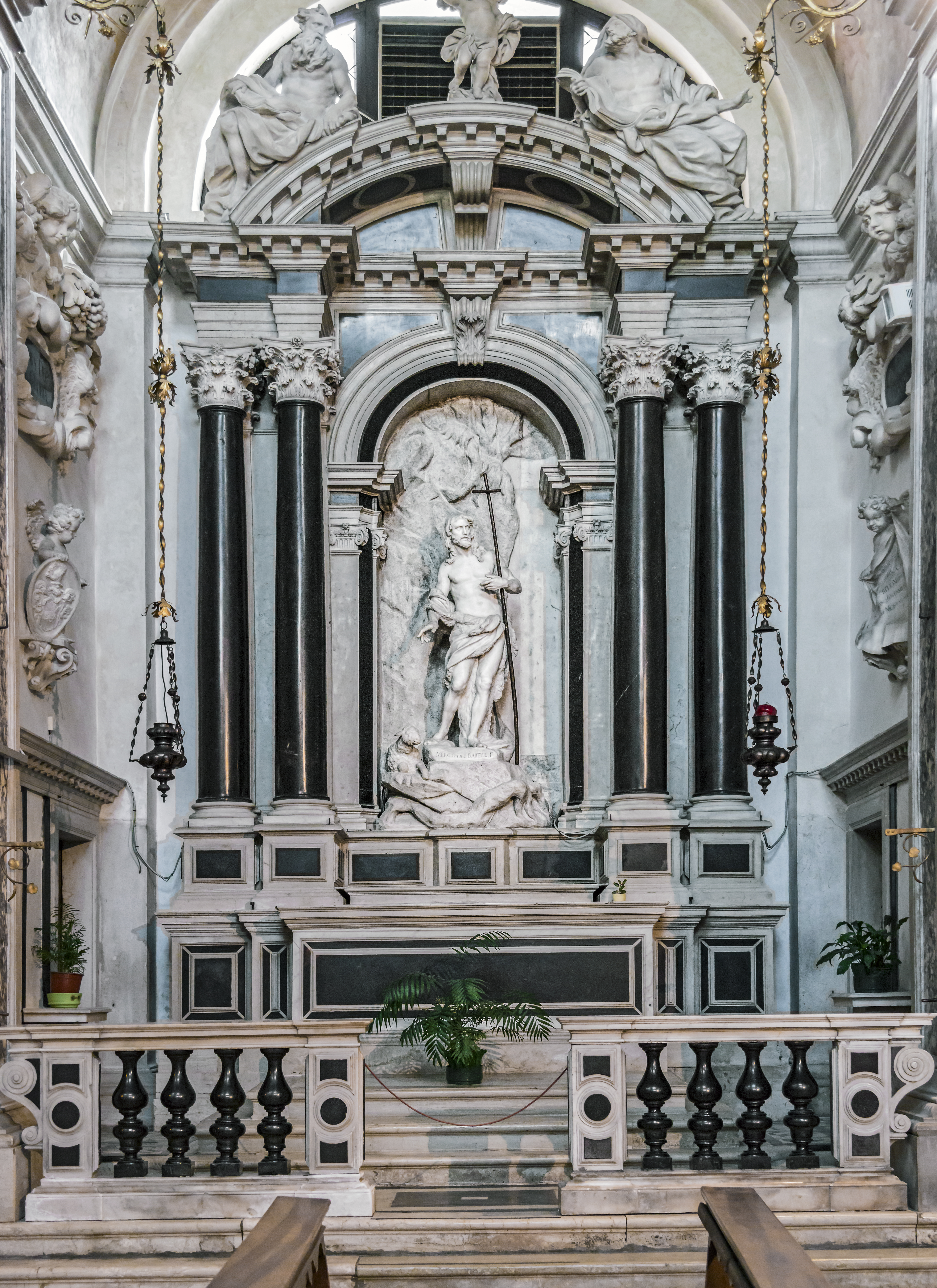
Cappella Mora di Baldassare Longhena.
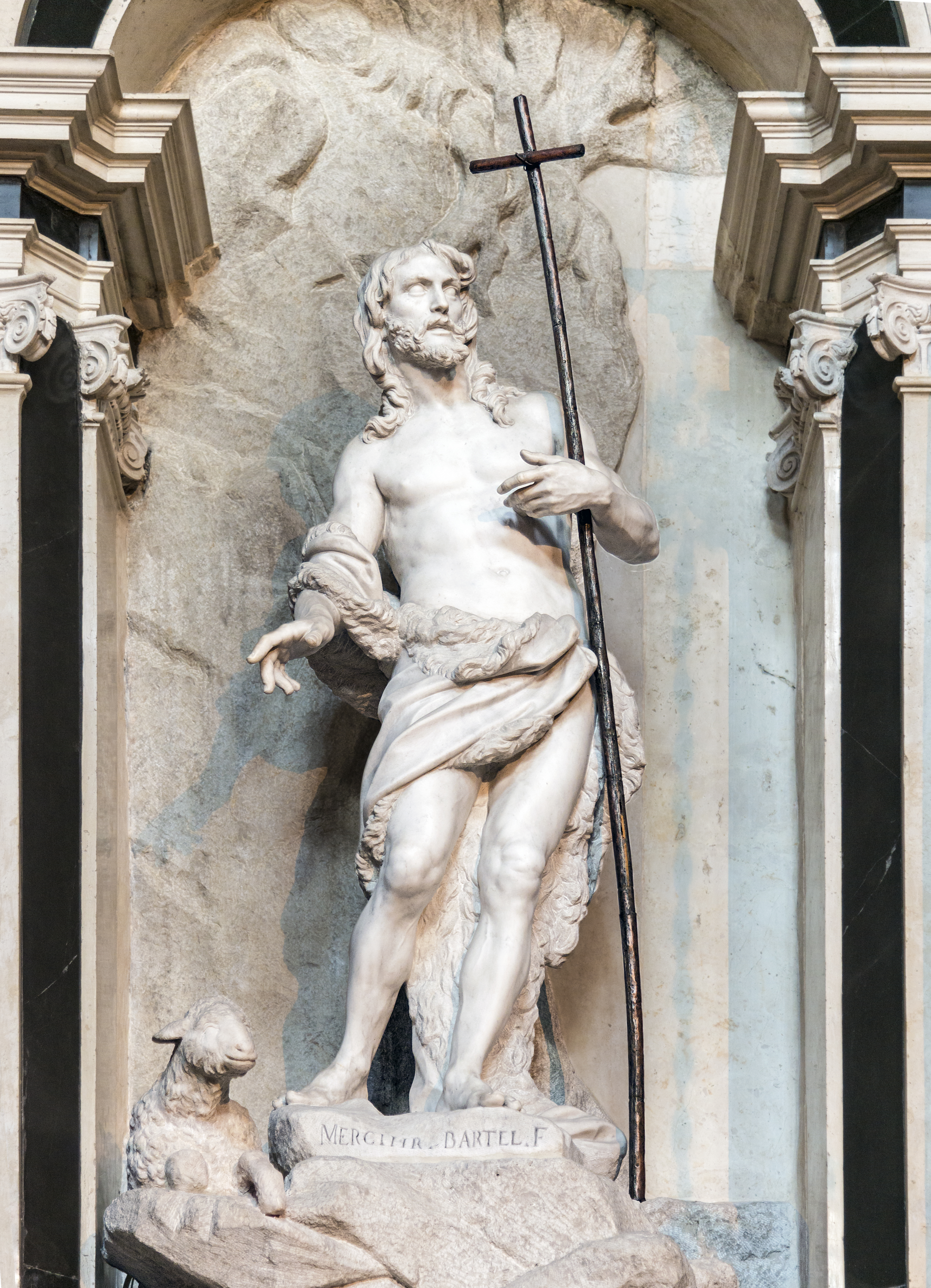
La statua di San Giovanni Battista di Melchior Barthel

#### Cappella Manin
Qui è sepolto l'ultimo doge di Venezia, Ludovico Manin, che morì il 23 ottobre 1802. La cappella fu costruita dal fratello Giuseppe Pozzo. La pala mostra una scultura di  Madonna col Bambino e san Giuseppe tra le nuvole di Giuseppe Torretto, che è l'autore di due angeli. Sulle pareti laterali delle statue cappella, Michele e Gabriele, lo stesso Giuseppe Torretto. I due lampadari in vetro blu sono in vetro di Murano.

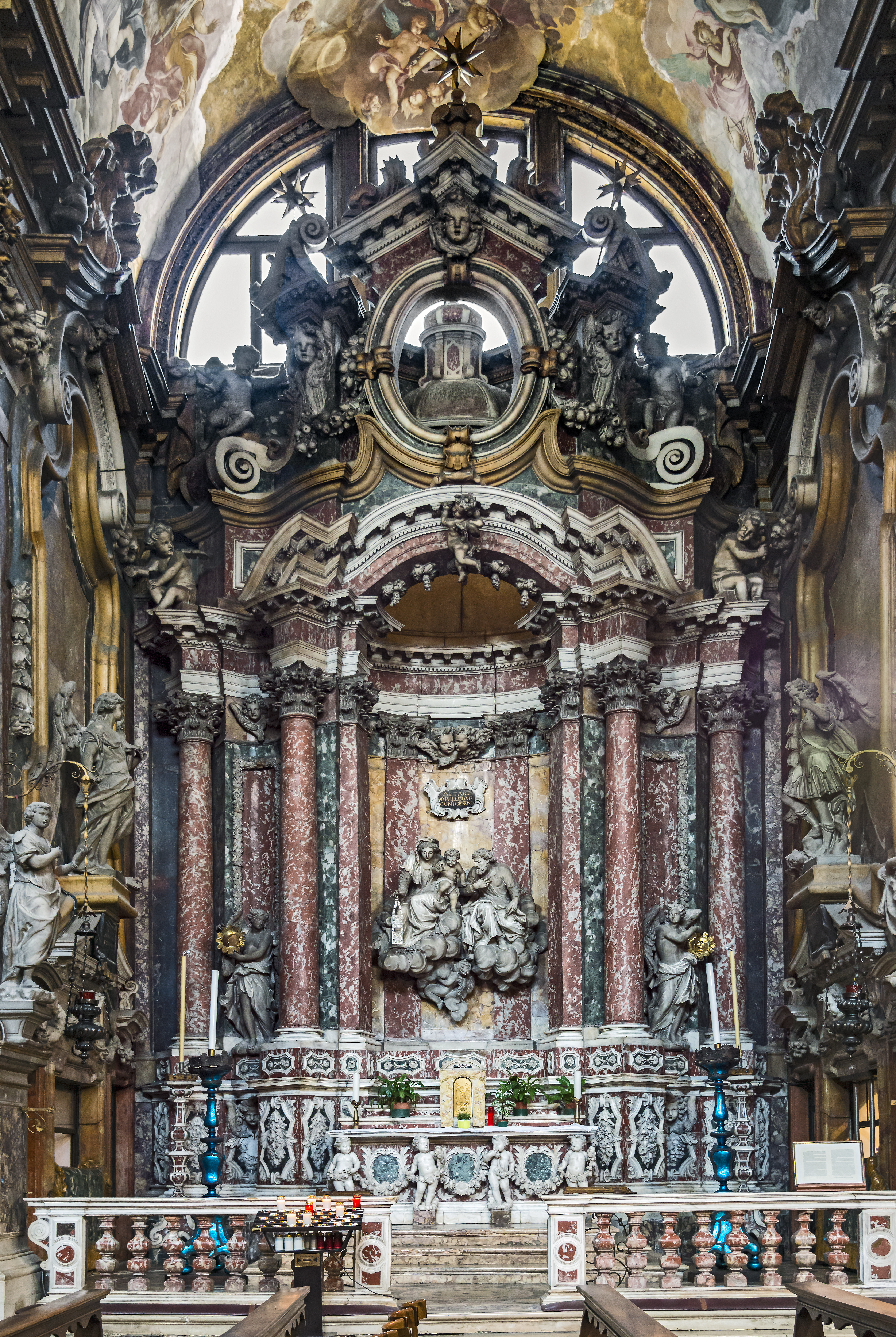
Cappella Manin
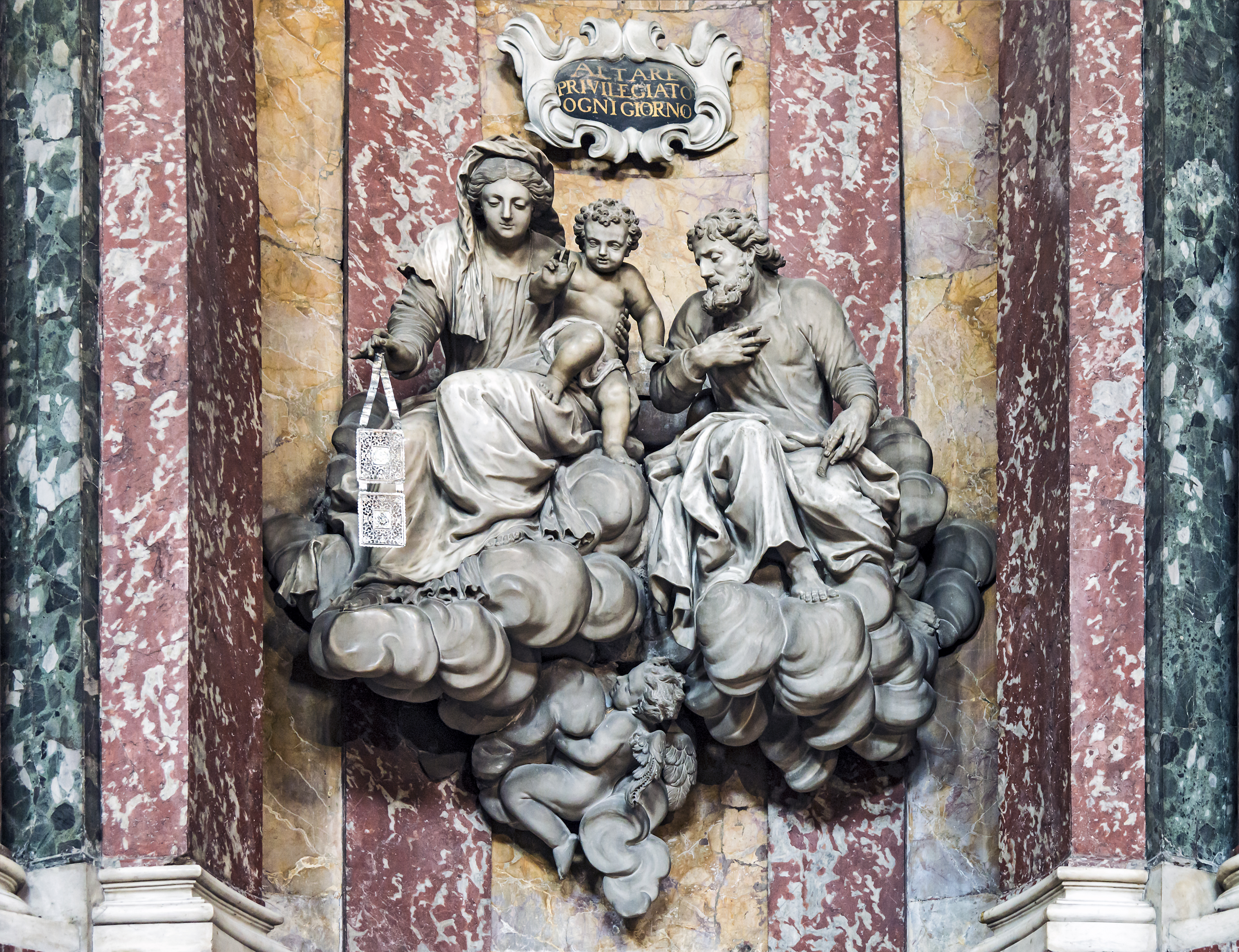
Madonna col Bambino e san Giuseppe di Giuseppe Torretto
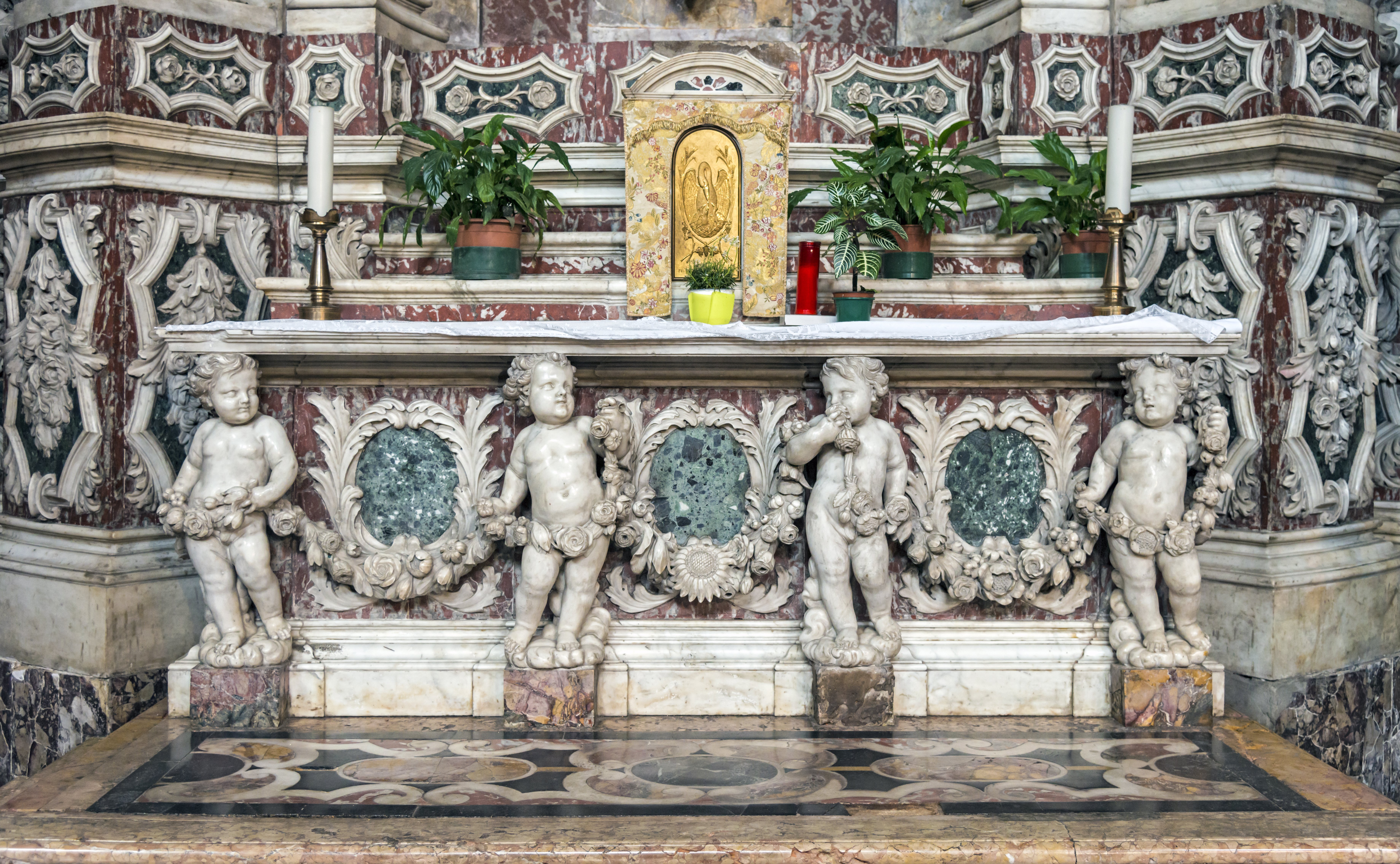
L'altare di Giuseppe Pozzo
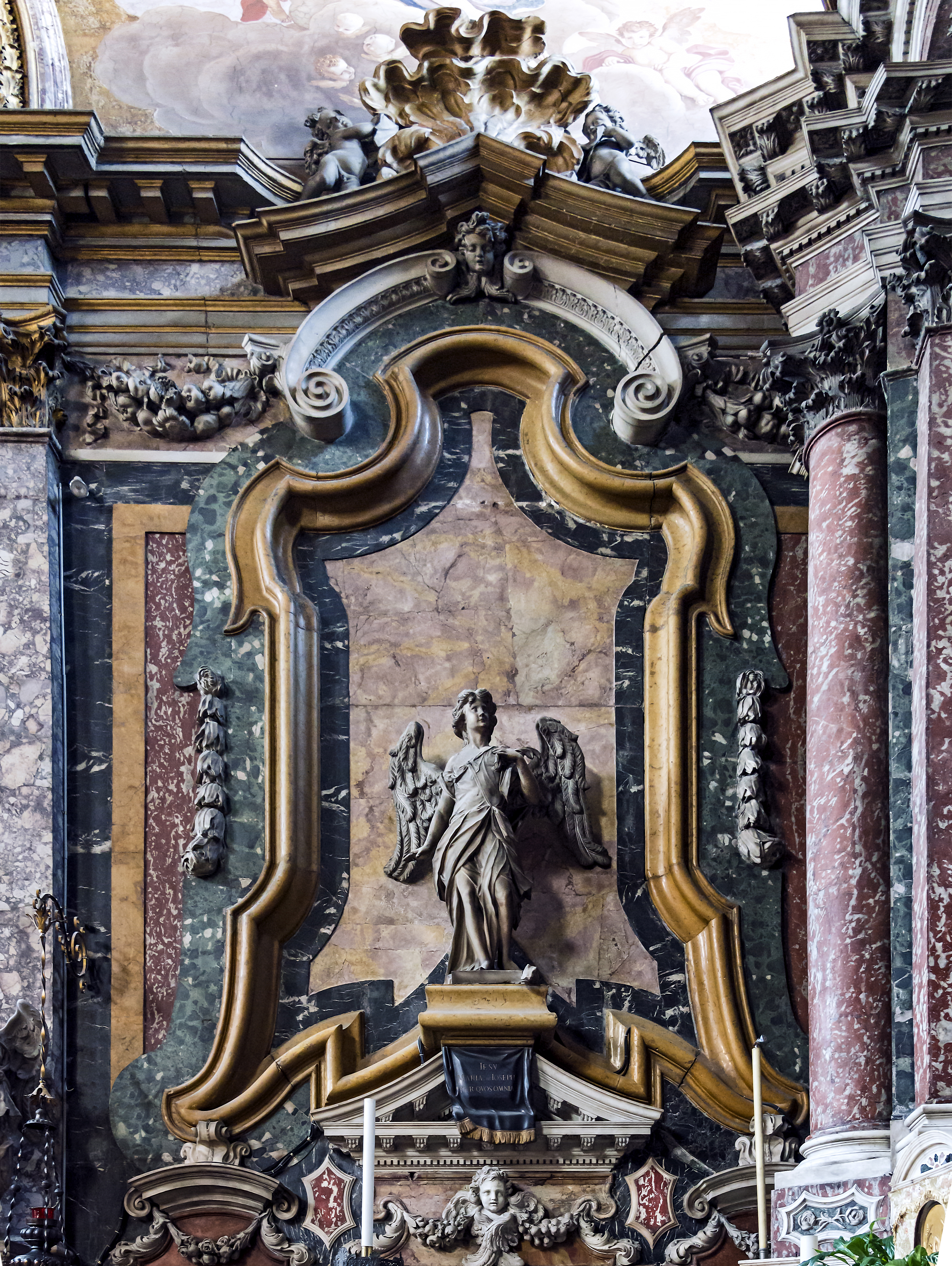
Arcangelo Gabriele di Giuseppe Torretto
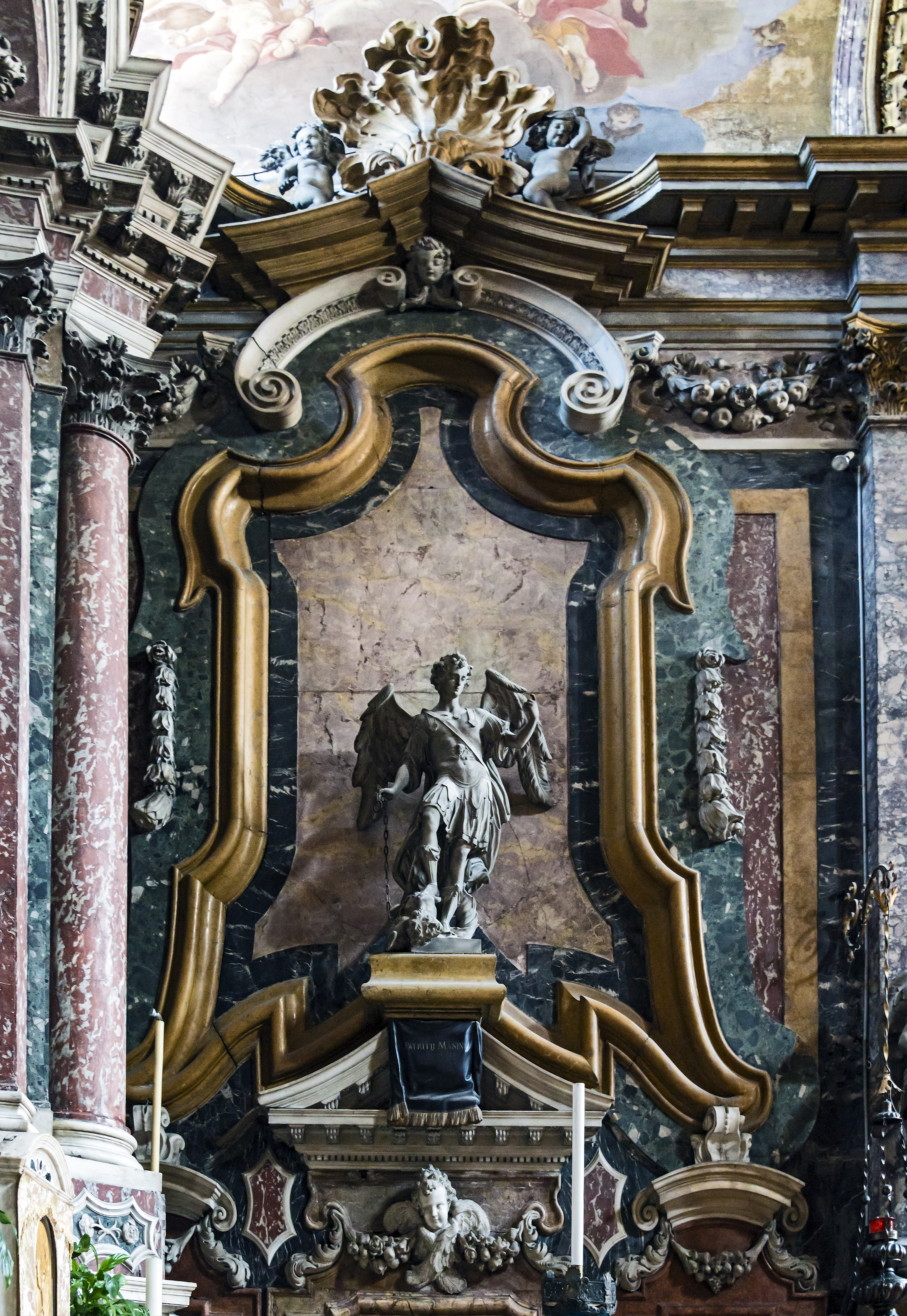
San Michele Arcangelo di Giuseppe Torretto

#### Cappella Venier
Costruita da Sebastiano Venier (da non confondere con il doge Sebastiano Venier), abate e protonotario apostolico, che vi è sepolto († 1664) insieme al fratello Angelo. La pala d'altare mostra una statua di San Sebastiano (1669) di Bernardo Falconi. L'altare è decorato da bassorilievi in bronzo con Scene della vita di san Sebastiano dello stesso Bernardo Falconi.

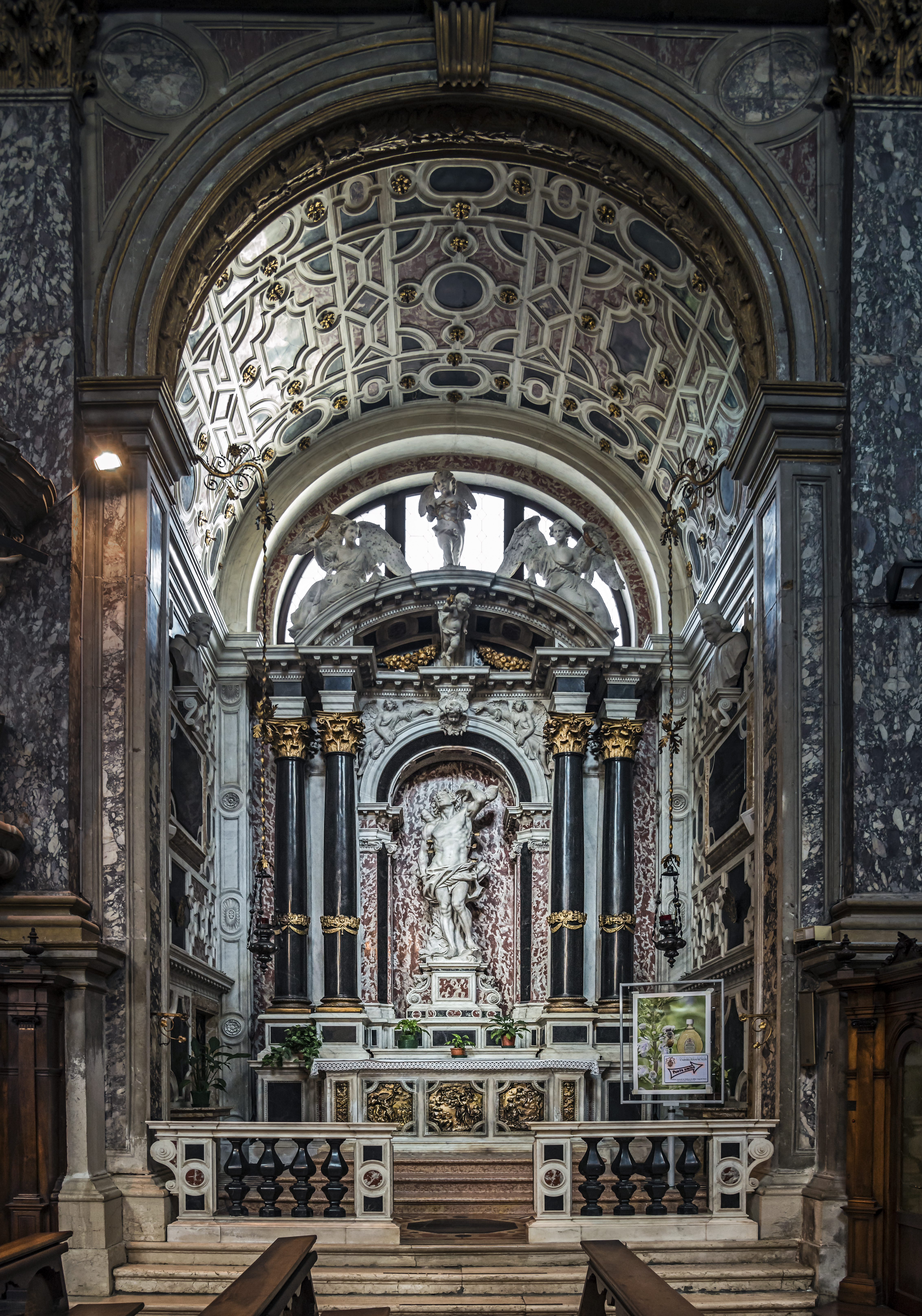
Cappella Venier
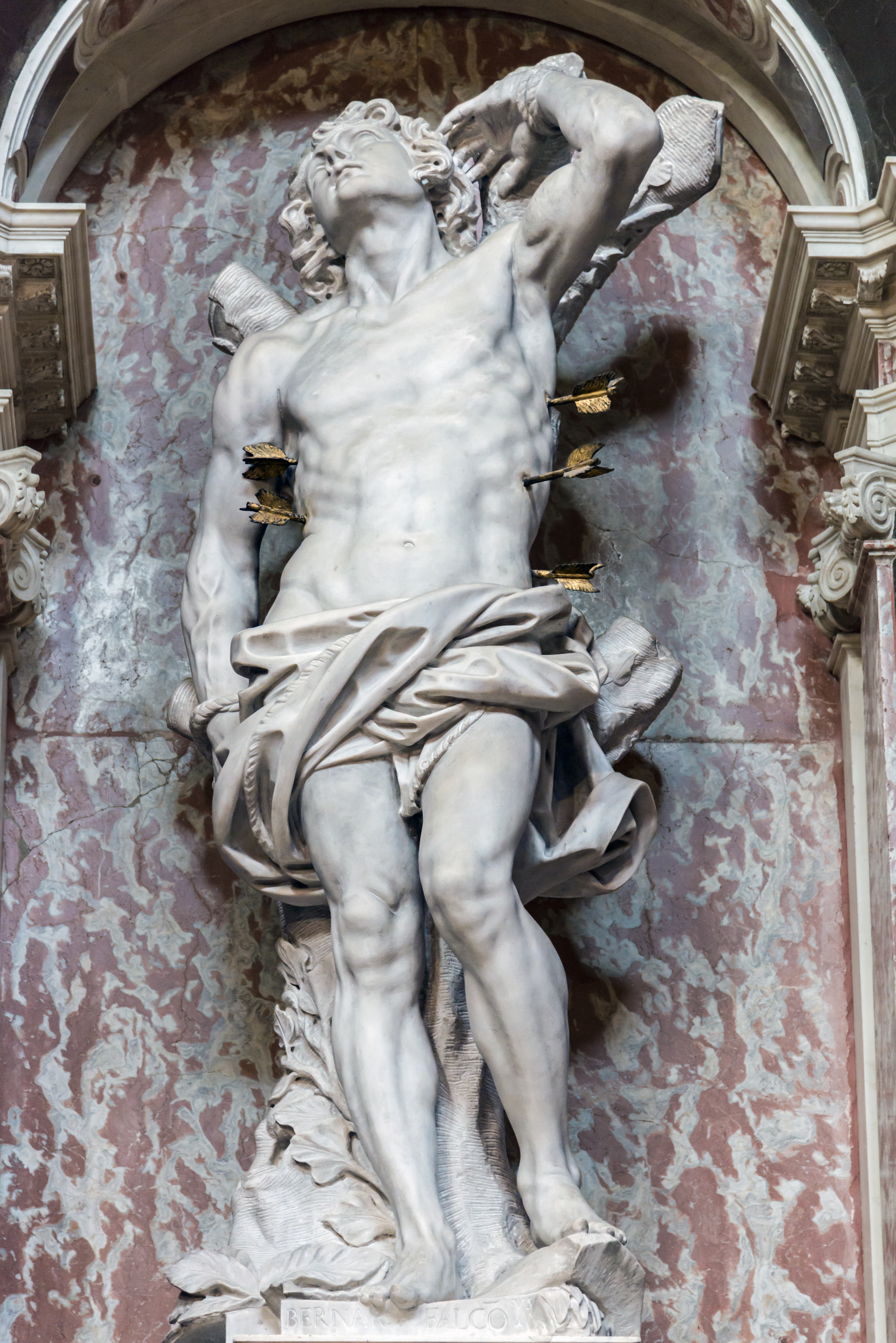
San Sebastiano di Bernardo Falconi
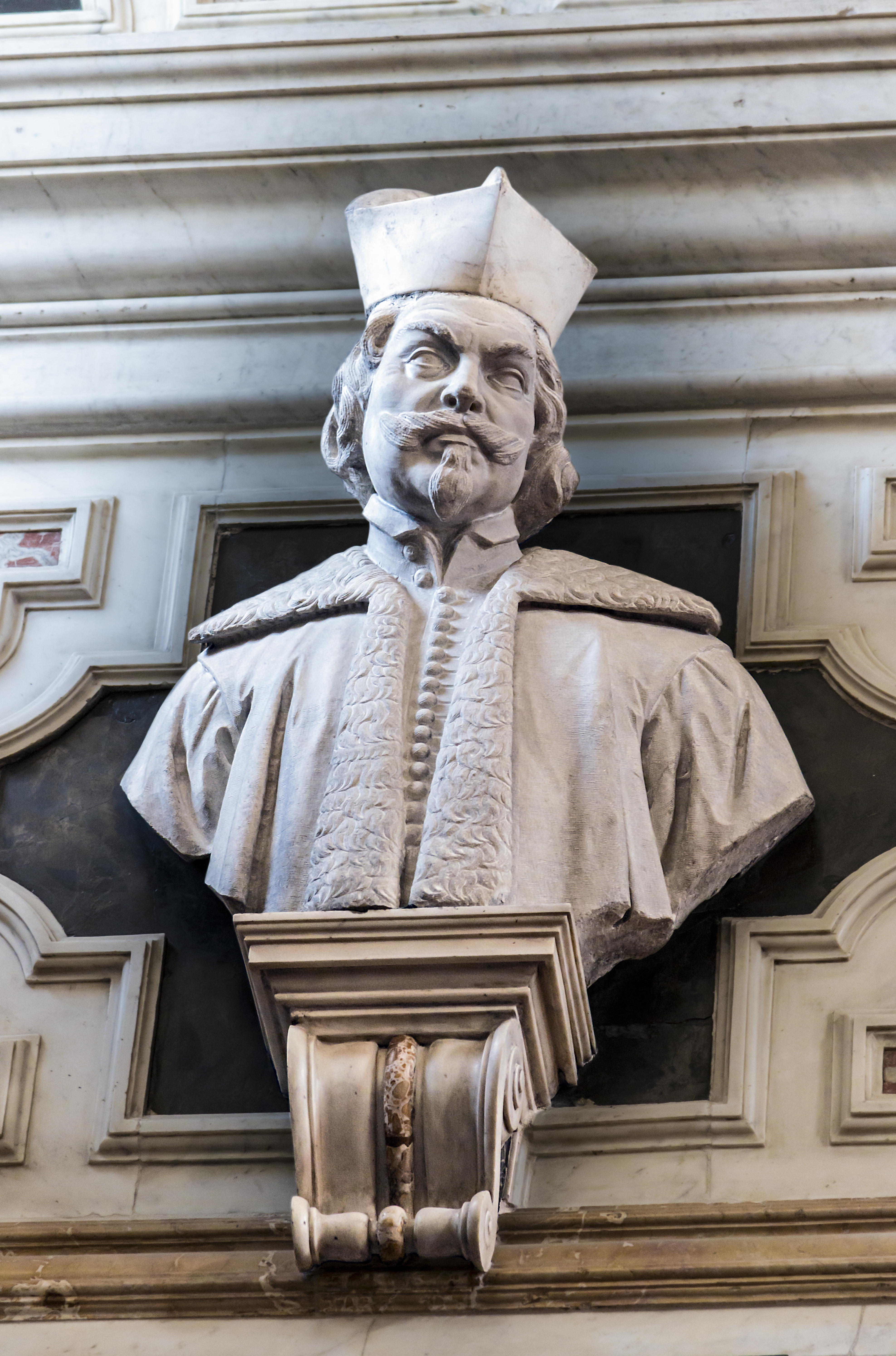
Sebastiano Venier di Bernardo Falconi
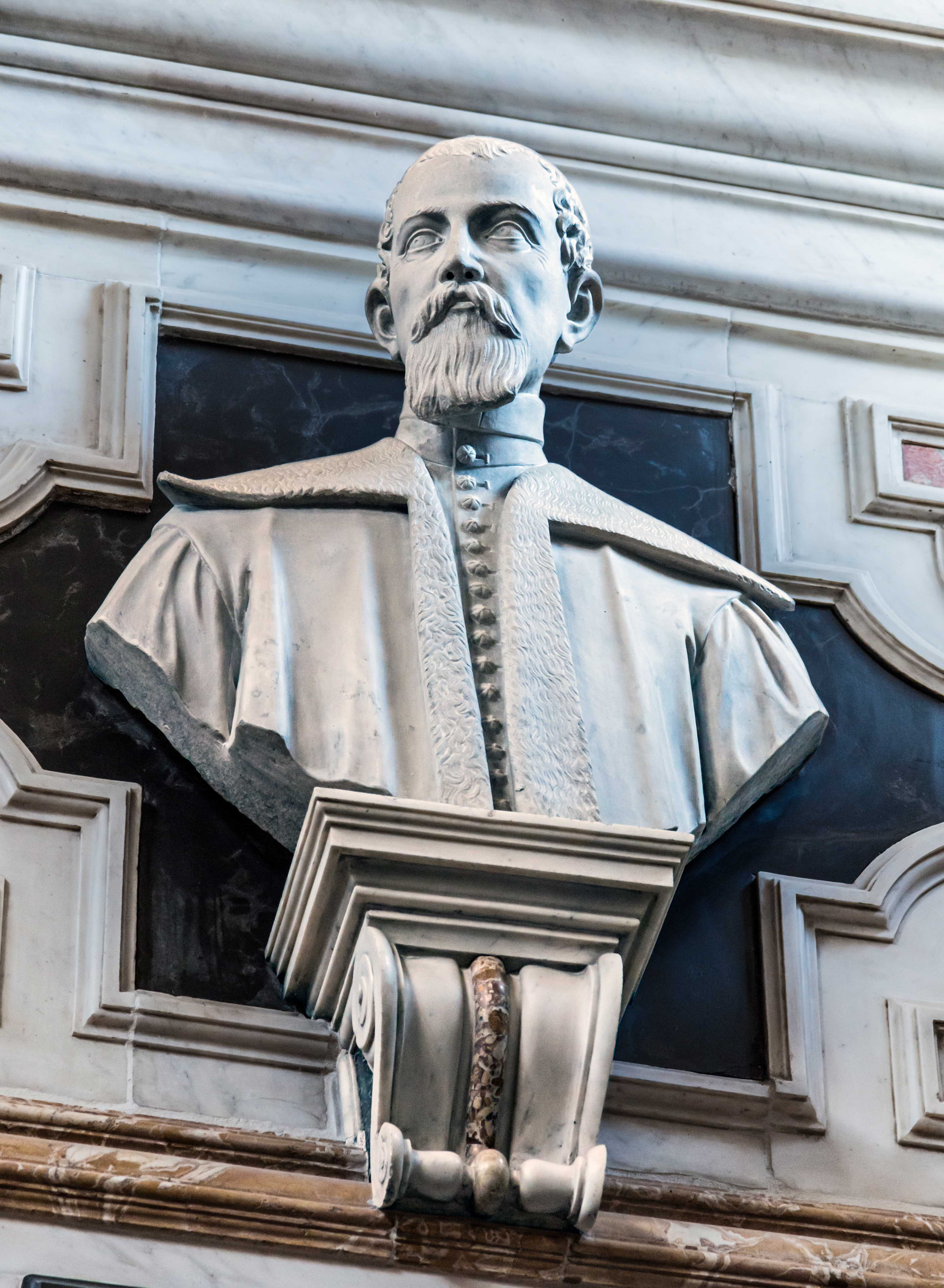
Angelo Venier di Bernardo Falconi

Statue della Fede, Speranza e Carità nella cappella di San Giovanni della Croce di Tommaso Rues. 

## Sepolture illustri
Nella chiesa furono tumulati:
- nella cappella di Santa Teresa, il doge Carlo Ruzzini, morto nel 1735;
- nella cappella della Sacra Famiglia, Lodovico Manin, l'ultimo doge della Repubblica di Venezia, morto nel 1802;
- Ferdinando II Gonzaga (†1723), ultimo principe di Castiglione.[6]

## Opere d'arte
- Giambattista Tiepolo, Cristo nell'orto degli Ulivi (1732)
- Giambattista Tiepolo, Apoteosi di Santa Teresa (1725)
- Heinrich Meyring, Santa Teresa in estasi (1697)
- Giovanni Maria Morlaiter, Crocifisso